# Congreso de los Diputados
El Congreso de los Diputados, o simplemente el Congreso, es la Cámara Baja de las Cortes Generales de España, que ejerce junto con el Senado el poder legislativo.
El Congreso se compone de un mínimo de 300 y un máximo de 400 diputados (350 actuales, según la LOREG), elegidos por sufragio universal, libre, igual, directo y secreto, en los términos que establezca la ley (art. 68.1 CE). Las elecciones se celebran ordinariamente cada cuatro años, o antes, en caso de elecciones tras una disolución anticipada de las Cámaras. Los miembros del Congreso de los Diputados se eligen mediante representación proporcional con listas cerradas en cada circunscripción electoral provincial con arreglo al sistema D'Hondt. 
Los diputados del Congreso se dividen en grupos parlamentarios, que en la práctica se corresponden con los partidos políticos, salvo el grupo mixto, que agrupa a los partidos que no reúnen los requisitos para constituir un grupo parlamentario propio. El grupo parlamentario con más diputados es el PP (137 diputados), y hay trece partidos políticos con representación parlamentaria.
El Congreso se reúne en el Palacio de las Cortes, ubicado en la plaza de las Cortes de Madrid. A lo largo del año, el Congreso se reúne ordinariamente de septiembre a diciembre y de febrero a junio, aunque pueden celebrarse y se celebran sesiones extraordinarias a lo largo de todo el año.

## Posición constitucional

### Naturaleza de la cámara

#### Composición

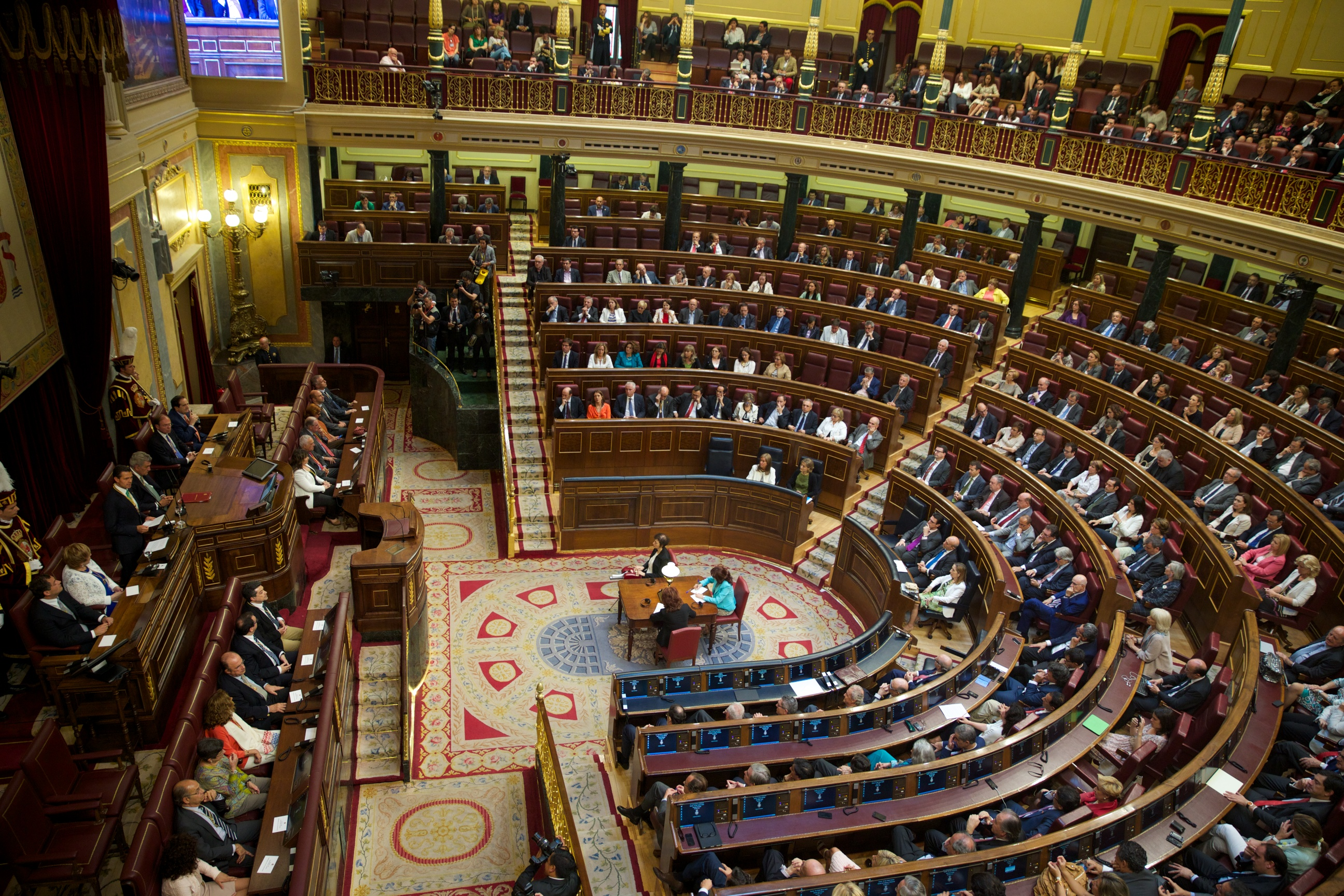
Salón de Plenos del Congreso

La Constitución española establece en el artículo 68.1 que el Congreso de los Diputados debe estar compuesto por un mínimo de 300 y un máximo de 400 diputados. El número actual es de 350 diputados por determinación de la Ley Orgánica de Régimen Electoral General, aprobada en 1985.

#### Sistema electoral
La Constitución establece que los diputados son elegidos por sufragio universal, libre, igual, directo y secreto. Las elecciones a Cortes Generales se celebran cada cuatro años, o antes, en caso de elecciones anticipadas. Los miembros del Congreso de los Diputados se eligen mediante representación proporcional con listas cerradas en cada circunscripción electoral.

Diputados por circunscripción fijados para las elecciones generales de 2019

Existen 52 circunscripciones electorales plurinominales para el Congreso de los Diputados, que se corresponden con cada una de las cincuenta provincias españolas, además de las ciudades autónomas de Ceuta y Melilla. Según la ley electoral española, cada provincia tiene garantizado un mínimo de partida de dos escaños. Las ciudades autónomas de Ceuta y Melilla tienen uno cada una de ellas. De esta forma, quedan ya asignados 102 escaños. Los otros 248 diputados se asignan de forma proporcional a la población de derecho. Este reparto es diferente en cada elección y se concreta en el real decreto de convocatoria de las elecciones. Con ello, en las elecciones generales de 2023 se registró en la Península un rango desde 2 diputados, en la provincia de Soria, hasta 37, en la de Madrid.
Tras las elecciones generales, se asignan los escaños a las listas electorales en cada circunscripción. Para ese reparto se usa el sistema D'Hondt en cada circunscripción por separado. Dicho sistema garantiza que ningún candidato electo haya obtenido menos votos que un candidato no electo en esa circunscripción. Además, existe un umbral electoral del 3 %, es decir, un partido necesita obtener al menos el 3 % de los votos válidos emitidos en la circunscripción para optar al reparto de escaños. Este último punto solo se aplicaría matemáticamente en provincias con al menos 24 diputados asignados, condición que actualmente solo cumplen Madrid y Barcelona. En todo el periodo democrático esta cláusula de exclusión solo se ha aplicado una vez, en 1993, con el Centro Democrático y Social, que había obtenido un 2,99 % de votos emitidos en la provincia de Madrid y al que le habría correspondido un diputado si no hubiera existido el umbral electoral.
En marzo de 2011 se reformó la Ley Orgánica del Régimen Electoral General, de tal manera que los partidos sin representación en el Congreso y Senado deben recoger firmas de electores que avalen sus candidaturas para poder presentarse a las elecciones generales (Congreso y Senado), aparte de los requisitos generales. Se necesitan el 0,1 % de firmas del censo electoral de cada circunscripción. Cada ciudadano solo puede firmar para una candidatura. La Junta Electoral determinará los detalles de la recogida de firma.
Bajo este sistema de reparto de escaños, las provincias poco pobladas están sobrerrepresentadas porque se les asignan más escaños que los que recibirían si los escaños se repartieran estrictamente en proporción a la población de cada provincia. Del mismo modo, las provincias muy pobladas están infrarrepresentadas.
El sistema también tiende a favorecer a los partidos políticos grandes. A pesar del uso de un sistema de representación proporcional, que en general facilita la aparición de muchos pequeños partidos en vez de pocos grandes partidos, el sistema de elección del Congreso de los Diputados favorece en la práctica la creación de un sistema bipartidista.

#### Mandato
El mandato de los diputados termina cuatro años después de su elección o el día de la disolución de la cámara, que puede tener lugar conjunta o separadamente de la disolución del Senado; el derecho de disolución corresponde al rey de España, que lo ejerce a petición del presidente del Gobierno, tras deliberación del Consejo de Ministros, y bajo la exclusiva responsabilidad de este. También se disuelve la cámara de forma automática en caso de legislatura fallida, dos meses después de una sesión de investidura fallida, en este caso el rey disuelve la cámara con el refrendo del presidente del Congreso.
Durante su mandato, los diputados cuentan con una serie de garantías y privilegios para la realización de sus funciones, según se establece en el artículo 71 de la Constitución.

### Órganos del Congreso
En ejercicio de la autonomía que la Constitución reconoce al Congreso de los Diputados, la cámara se rige por el Reglamento establecido por ella en 1982 y que configura una serie de órganos de gobierno para ejercer las competencias correspondientes.

#### Órganos de trabajo

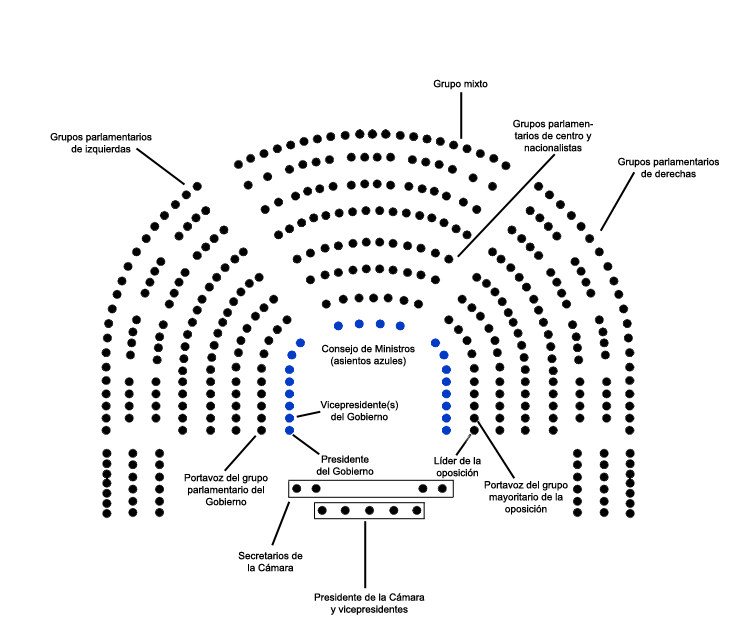
Distribución de asientos en el Congreso de los Diputados. Localización de la Mesa, el Gobierno y los grupos parlamentarios

Los órganos de trabajo del Congreso de los Diputados son el Pleno, las Comisiones, la Diputación Permanente y los Grupos Parlamentarios.
El Pleno es el órgano central del Congreso de los Diputados, a través del cual la cámara ejerce su voluntad. Ni la Constitución española ni los reglamentos del Congreso y del Senado exigen cuórum para la válida constitución del pleno, sin perjuicio del cuórum establecido para la adopción de acuerdos (artículo 78 del reglamento del Congreso y artículo 82 del reglamento del Senado).
Este órgano representa la unidad de la cámara y funciona a través de las sesiones plenarias que pueden ser de dos tipos: ordinarias y extraordinarias.
Las sesiones ordinarias son todas las realizadas en los dos periodos de sesiones: de septiembre a diciembre, y de febrero a junio. Se convocan a través de un calendario ya prefijado. Las sesiones extraordinarias son las convocadas a solicitud del presidente del Gobierno, de la diputación permanente o de la mayoría absoluta de los miembros de la cámara. En ellas se presenta un orden del día determinado y la sesión se clausura cuando se tratan todos los puntos del orden del día.
Las Comisiones son órganos de trabajo básicos del Congreso. Están compuestas por un número proporcional de diputados en función de la importancia numérica de los diversos grupos parlamentarios en la cámara. Las comisiones se clasifican en permanentes y no permanentes, legislativas y no legislativas. 
Las Comisiones permanentes legislativas estudian y dictaminan los proyectos y proposiciones de ley. El Pleno del Congreso puede conferirles competencia legislativa plena en relación con un asunto, con lo que pueden aprobar o rechazar definitivamente el proyecto o proposición de ley en cuestión. El Reglamento del Congreso establece 17 Comisiones permanentes legislativas. Las Comisiones permanentes no legislativas tienen funciones no relacionadas con la producción legislativa. El Reglamento del Congreso establece 3 Comisiones permanentes no legislativas y permite que el Pleno cree otras al inicio de cada legislatura. En la x legislatura existieron 8 Comisiones permanentes no legislativas.
Las Comisiones no permanentes son aquellas creadas con un propósito específico y cuya temática y duración están fijadas de antemano por el Pleno del Congreso. En la x legislatura existió una única Comisión no permanente.
La Diputación Permanente es el órgano de continuidad que pretende que el poder legislativo esté permanentemente constituido. Su función es velar por los poderes de la cámara entre periodos de sesiones (enero, julio y agosto) o cuando su mandato ha terminado por expiración o disolución. En estos tres casos, la Diputación Permanente es una prolongación temporal de la cámara. La Diputación Permanente está presidida por el presidente del Congreso. Está compuesta por un número proporcional de diputados en función de la importancia numérica de los diversos Grupos Parlamentarios. Debe estar compuesta como mínimo por 21 miembros.
Los Grupos Parlamentarios son agrupaciones de miembros de las cámaras que se unen en función de su afinidad ideológica o pertenencia a un mismo partido político. El Reglamento del Congreso establece un mínimo de 15 diputados para poder formar un grupo parlamentario. Sin embargo, también permite que pueda formarse un grupo parlamentario con formaciones políticas con un número no inferior a cinco diputados y que represente al 15 % de los votos emitidos en la circunscripción que se hubiesen presentado o bien al 5 % del conjunto nacional. La constitución de los grupos parlamentarios se realiza al comienzo de cada legislatura. Los diputados que no se inscriben como miembros de ningún grupo parlamentario pasan a formar parte del Grupo Mixto.
La Secretaría General es el órgano que engloba los distintos servicios administrativos y técnicos de la Cámara, desempeñados por funcionarios. Su carácter es profesional. Bajo la superior autoridad de la Mesa y del presidente, corresponde a la Secretaría General ofrecer a los órganos parlamentarios y a los diputados apoyo para el desarrollo de sus tareas. Más concretamente, presta su asesoramiento jurídico y técnico a dichos órganos, facilita distintas prestaciones y organiza los medios materiales y humanos precisos para que la Cámara pueda reunirse y ejercer sus funciones. Está dirigida por el secretario general, que es nombrado por la Mesa del Congreso a propuesta del presidente entre los Letrados de las Cortes Generales, con más de cinco años de servicios efectivos.

#### Órganos de dirección y administración
El presidente del Congreso de los Diputados ostenta la representación de la cámara y es elegido por el Pleno para la totalidad de la legislatura. Preside todos los demás órganos colegiados del Congreso y las reuniones conjuntas de ambas cámaras de las Cortes Generales.
La Mesa del Congreso está integrada por el presidente, cuatro vicepresidentes y cuatro secretarios elegidos por el Pleno en función de la importancia numérica de los diversos grupos parlamentarios, cuya función primordial es regir y ordenar el trabajo de todo el Congreso, siendo el órgano de gobierno interno.
La Junta de Portavoces del Congreso de los Diputados está integrada por el presidente y el portavoz de cada uno de los Grupos Parlamentarios, más un miembro del Gobierno, otro de la Mesa del Congreso, y el personal técnico necesario. La principal función de este órgano es la fijación del orden del día de las sesiones plenarias. De otra parte, debe ser consultada en diversas ocasiones, como la preparación del calendario y la ordenación de los trabajos, la fijación del número de miembros de las Comisiones, la creación de cierto tipo de estos últimos órganos o la ordenación de los debates, entre otras. Los acuerdos de la Junta de Portavoces se adoptan por voto ponderado, lo que supone que el voto de cada portavoz es equivalente al número de miembros del respectivo Grupo Parlamentario. Asimismo, acude a la Junta un representante del Gobierno, el Secretario de Estado de Relaciones con las Cortes.

### Funciones de la cámara

Escudo del Congreso de los Diputados de España

El Congreso de los Diputados tiene atribuido por la Constitución el ejercicio de unas funciones determinadas, que pueden tener un carácter concurrente, dirimente o exclusivo:
- Ejerce en concurrencia con el Senado la representación del pueblo español, la potestad legislativa, la función presupuestaria y el control de la acción del Gobierno.
- Ejerce con carácter dirimente la potestad legislativa, en los casos en que el Senado introduzca enmiendas u oponga su veto a cualquier proyecto o proposición de Ley, debiendo en estos casos reafirmar el proyecto inicial a fin de que pueda ser enviado al rey para su sanción, pudiendo hacerlo por mayoría absoluta tras su reenvío por el Senado o por mayoría simple dos meses después de dicho reenvío.
- Ejerce con exclusividad las funciones de otorgamiento y retirada de la confianza al Gobierno, de propuesta al rey, del nombramiento de cuatro magistrados del Tribunal Constitucional y de propuesta al rey del nombramiento de seis vocales del Consejo General del Poder Judicial.

#### Función política
El Congreso de los Diputados participa en la investidura del presidente del Gobierno de España. El rey se reúne con los representantes de los grupos políticos de esta cámara y propone a un candidato a presidente del Gobierno. El Congreso de los Diputados vota para otorgar su confianza al candidato propuesto. Para ello es necesario obtener mayoría absoluta de votos afirmativos en primera votación o, transcurridas cuarenta y ocho horas, mayoría simple.
También controla la acción del Gobierno mediante interpelaciones y preguntas, que cualquiera de sus miembros puede plantear al Gobierno y que pueden dar origen a una moción en la que la cámara manifieste su posición, así como adoptando una moción de censura o rechazando una cuestión de confianza que le pueda plantear el Gobierno, que en ambos casos se verá obligado a dimitir si la cámara vota desfavorablemente.
- Las interpelaciones y preguntas a los miembros del Gobierno, en Pleno o en Comisión; las proposiciones no de ley, las mociones y las resoluciones que, de ser aprobadas, obligan al Gobierno.

- La moción de censura, que es aquella que puede plantear una décima parte de los diputados y que en caso de ser aprobada supone la retirada de la confianza de la cámara en el Gobierno; la moción debe incluir el nombre de un candidato a la Presidencia del Gobierno, y en caso de ser adoptada, lo que únicamente puede tener lugar por el voto favorable de la mayoría absoluta de la cámara, aquel se entenderá investido y el rey procederá a nombrarlo presidente.
- La cuestión de confianza, que es aquella en la que el presidente del Gobierno somete al Pleno del Congreso para comprobar el respaldo que le ofrece la cámara ante una iniciativa o una cuestión de política general; en caso de rechazo por el Pleno, el Gobierno deberá presentar su dimisión al rey.
- El debate sobre el estado de la nación: no está reconocido en la Constitución ni por los reglamentos parlamentarios, pero se ha consolidado por la práctica. Es la explicación por parte del presidente del Gobierno de la política general; el Gobierno determina el momento a plantearse.

Después de intervenir el presidente intervienen los portavoces de los grupos parlamentarios, comenzando por el grupo mayoritario de la oposición y terminado por el grupo mixto, dependiendo la duración de la intervención del número de diputados.

#### Función legislativa

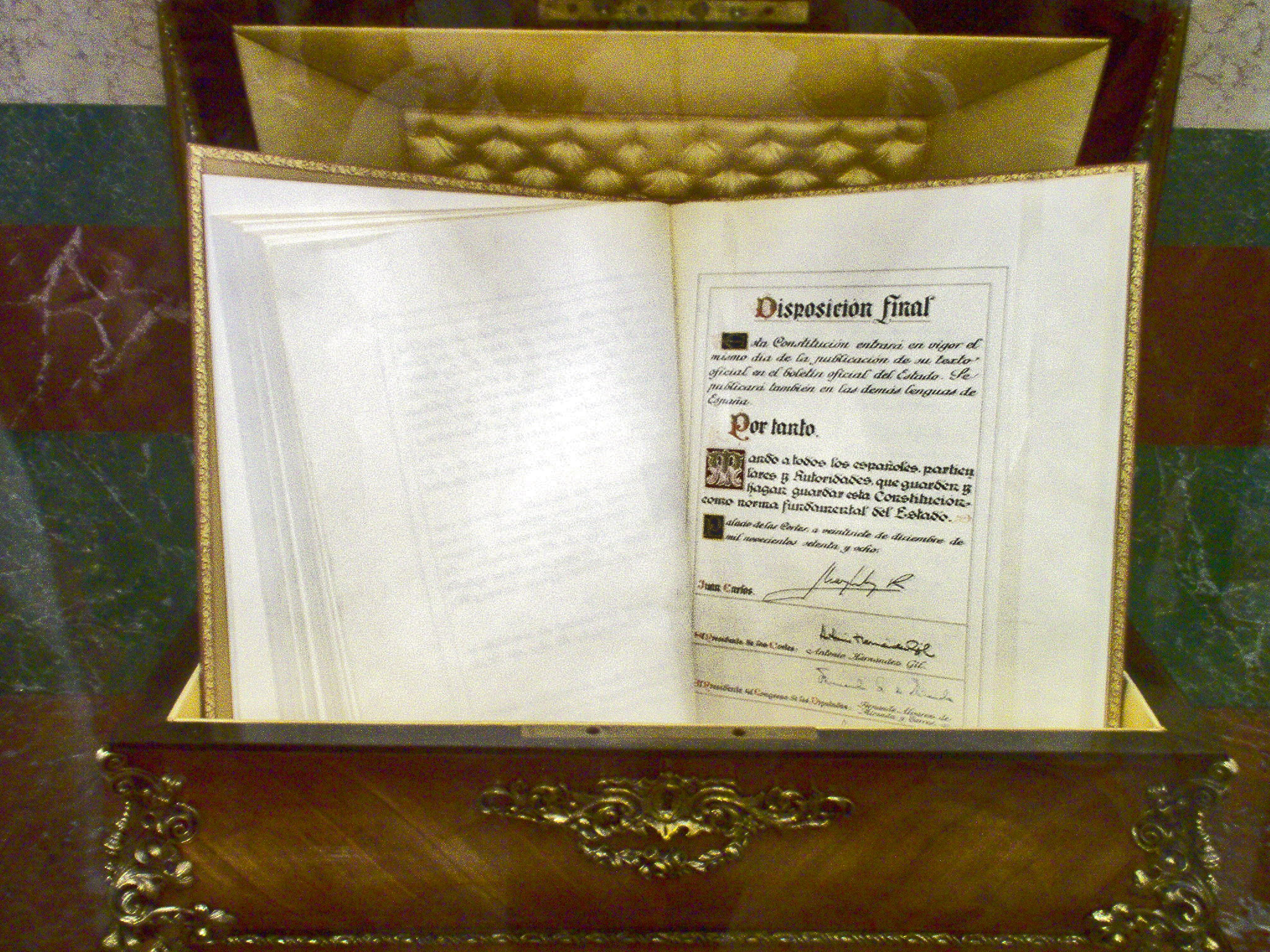
Ejemplar de la Constitución conservado en el Congreso de los Diputados

El Congreso de los Diputados tiene la iniciativa legislativa, junto con el Senado y con el Gobierno (el cual ejerce la potestad legislativa de manera indirecta, y la diferencia es que las leyes del Gobierno se impulsan mediante un Proyecto de Ley). Además, puede recibir proposiciones de Ley remitidas por las Asambleas Legislativas de las comunidades autónomas o por 500.000 ciudadanos mayores de edad (Iniciativa legislativa popular en España).
El Congreso tramita proyectos de Ley, es decir, iniciativas remitidas por el Gobierno, y proposiciones de Ley, esto es, iniciativas remitidas por el Senado u originadas en el propio Congreso. En todos los casos puede introducir enmiendas en los respectivos textos.
Además, el Congreso ratifica o rechaza las enmiendas introducidas en los proyectos y proposiciones de Ley y acepta o levanta el veto opuesto por el Senado, en ambos casos inmediatamente por mayoría absoluta o transcurridos dos meses por mayoría simple. No obstante, la aprobación de proyectos y proposiciones de Ley Orgánica requiere siempre el voto favorable de la mayoría absoluta del Congreso de los Diputados.

## Sede
El Palacio de las Cortes es el edificio que alberga el Congreso de los Diputados. Está situado en la plaza de las Cortes, entre la calle de Zorrilla y la carrera de San Jerónimo, a escasa distancia del paseo del Prado, en Madrid. Es uno de los edificios emblemáticos del Madrid del, siglo XIX de estilo neoclásico.

## Historia

### Antecedentes

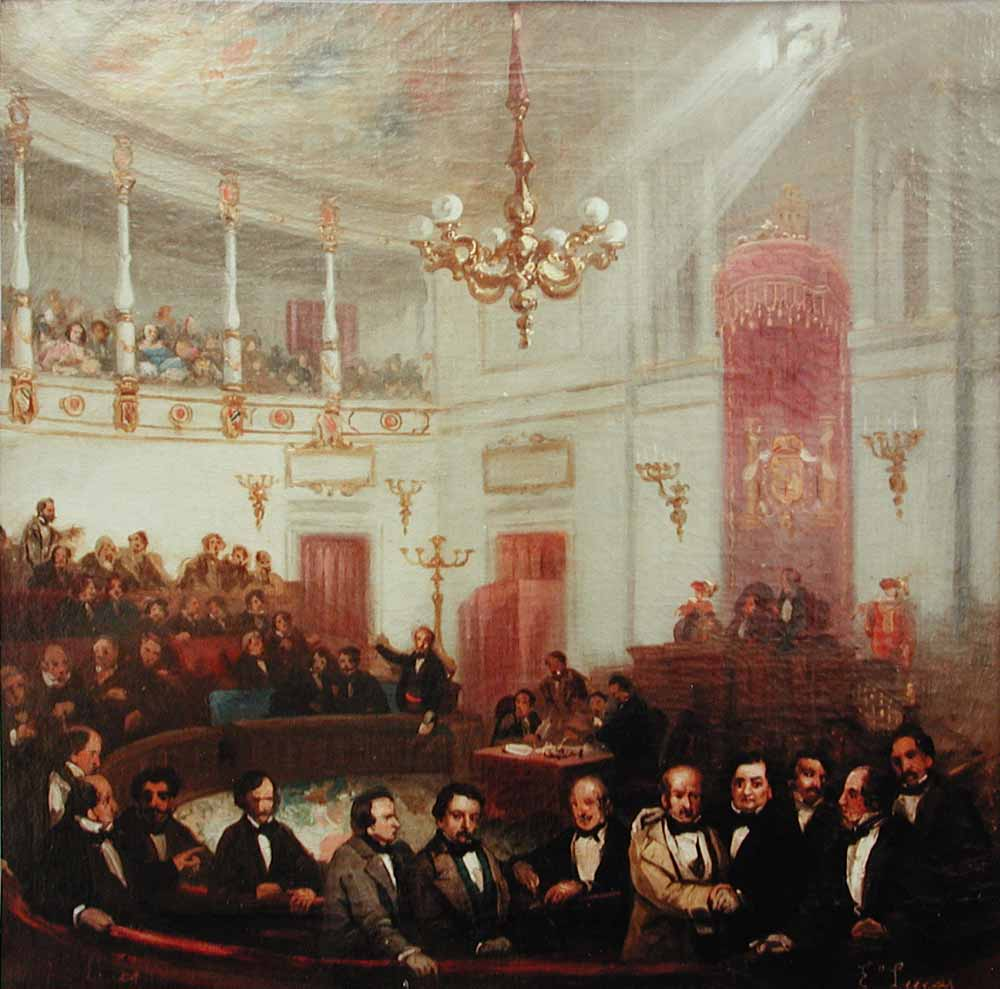
Escena parlamentaria del Congreso de los Diputados a mediados del por el pintor Eugenio Lucas Velázquez

El Congreso de los Diputados tiene su antecedente más remoto en el Estatuto Real de 1834, otorgado por la reina María Cristina, regente durante la minoría de edad de Isabel II, y que estableció por primera vez en España la configuración bicameral de las Cortes, al dividirlas en dos Estamentos: el de Próceres del Reino y el de Procuradores del Reino.
El Estamento de los Procuradores del Reino tenía carácter electivo y una composición que correspondía netamente a la representación de las Ciudades y Burgos con derecho de voto en las Cortes del Antiguo Régimen.
En la Constitución de 1837, aprobada como consecuencia del Motín de la Granja de San Ildefonso que forzó a la reina regente a sancionarla, se recogió por primera vez la denominación de «Congreso de los Diputados» para la Cámara Baja de las Cortes Generales.
En las sucesivas Constituciones de 1845, 1856, 1869 y 1876 preservaron la configuración del Congreso de los Diputados como una cámara de representación popular, que en algunos casos tuvo atribuida preeminencia sobre el Senado en materia de fuerzas armadas y de contribuciones y crédito público y control político a los miembros del Gobierno.

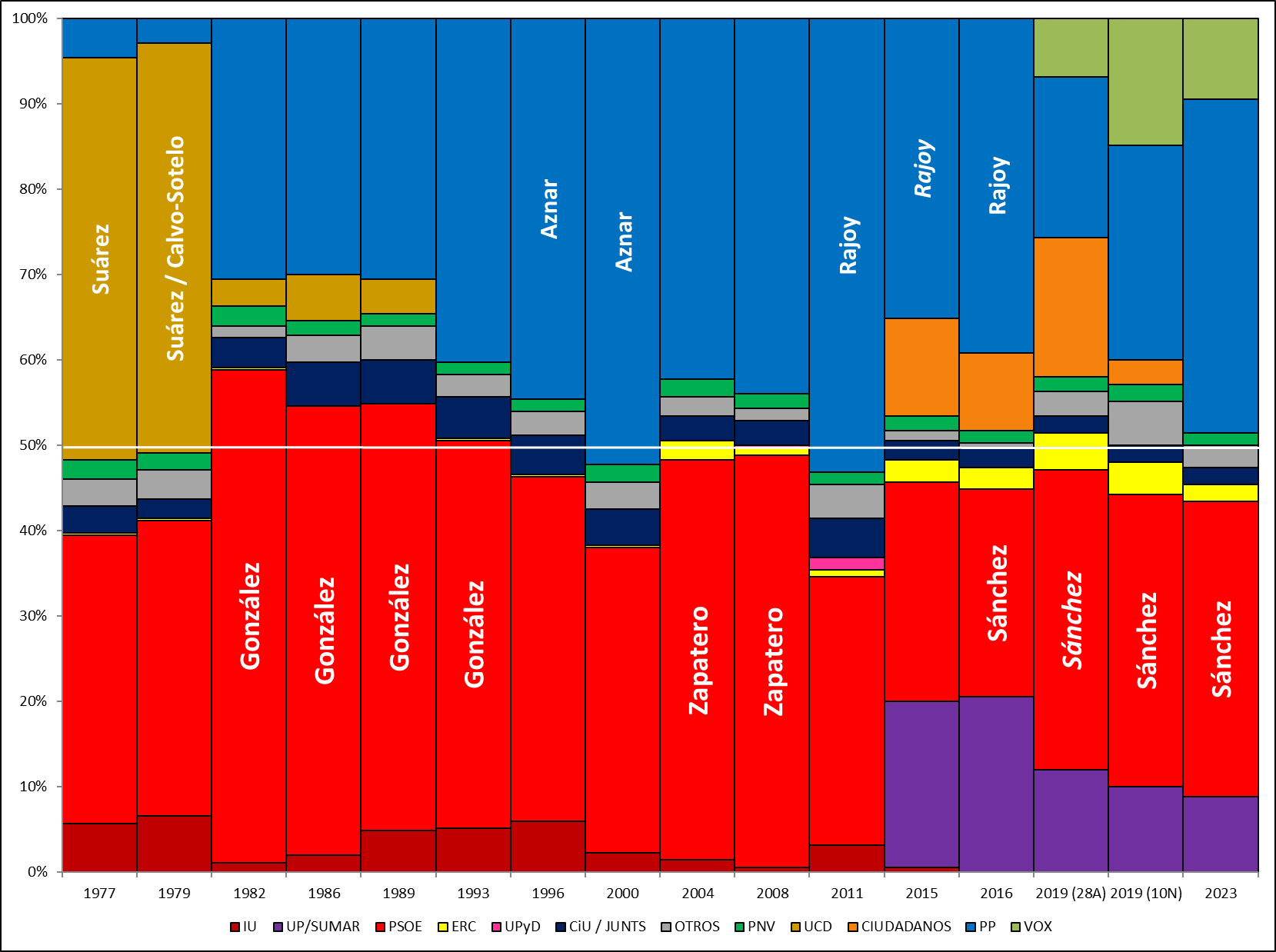
Gráfico de barras del número de escaños por partido desde las elecciones generales desde 1977

### Actual período democrático (desde 1977)
Legislatura Constituyente (1977-1979)
Legislaturas de las Cortes Generales (desde 1979)
Véase también: I legislatura de España, II legislatura de España, III legislatura de España, IV legislatura de España, V legislatura de España, VI legislatura de España, VII legislatura de España, VIII legislatura de España, IX legislatura de España, X legislatura de España, XI legislatura de España, XII legislatura de España, XIII legislatura de España, XIV legislatura de España, XV legislatura de España.

#### Histórico de resultados y distribución de escaños
| 20  | 118  | 31   | 165 | 16 |
| PCE | PSOE | Otr. | UCD | AP |

| 23  | 121  | 38   | 168 |
| PCE | PSOE | Otr. | UCD |

| 202  | 29   | 12  | 107 |
| PSOE | Otr. | CiU | AP  |

| 184  | 24   | 19  | 18  | 105 |
| PSOE | Otr. | CDS | CiU | CP  |

| 17 | 175  | 19   | 14  | 18  | 107 |
| IU | PSOE | Otr. | CDS | CiU | PP  |

| 18 | 159  | 15   | 17  | 141 |
| IU | PSOE | Otr. | CiU | PP  |

| 21 | 141  | 16   | 16  | 156 |
| IU | PSOE | Otr. | CiU | PP  |

| 125  | 27   | 15  | 183 |
| PSOE | Otr. | CiU | PP  |

| 164  | 38   | 148 |
| PSOE | Otr. | PP  |

| 169  | 27   | 154 |
| PSOE | Otr. | PP  |

| 110  | 38   | 16  | 186 |
| PSOE | Otr. | CiU | PP  |

| 69 | 90   | 28   | 40 | 123 |
| UP | PSOE | Otr. | Cs | PP  |

| 71 | 85   | 25   | 32 | 137 |
| UP | PSOE | Otr. | Cs | PP  |

| 42 | 15  | 123  | 23   | 57 | 66 | 24  |
| UP | ERC | PSOE | Otr. | Cs | PP | Vox |

| 35 | 13  | 120  | 41   | 89 | 52  |
| UP | ERC | PSOE | Otr. | PP | Vox |

| 31    | 121  | 29   | 137 | 33  |
| Sumar | PSOE | Otr. | PP  | Vox |

a El mínimo para ser representado en la columna de resultados es haber obtenido doce escaños o más. Si una formación no alcanza este umbral, será agrupada bajo la categoría de "Otros".

#### Cronología por legislaturas
| 1970                                           | 1970     | 1970     | 1980     | 1980         | 1980         | 1980     | 1980     | 1980     | 1980     | 1980     | 1980     | 1980     | 1990     | 1990     | 1990     | 1990     | 1990     | 1990     | 1990     | 1990     | 1990     | 1990   | 2000   | 2000   | 2000   | 2000   | 2000               | 2000               | 2000               | 2000               | 2000               | 2000               | 2010               | 2010      | 2010      | 2010      | 2010      | 2010      | 2010     | 2010       | 2010       | 2010       | 2010     | 2020     | 2020     | 2020     | 2020    | 2020    | 2020    |
| 7                                              | 8        | 9        | 0        | 1            | 2            | 3        | 4        | 5        | 6        | 7        | 8        | 9        | 0        | 1        | 2        | 3        | 4        | 5        | 6        | 7        | 8        | 9      | 0      | 1      | 2      | 3      | 4                  | 5                  | 6                  | 7                  | 8                  | 9                  | 0                  | 1         | 2         | 3         | 4         | 5         | 5        | 6          | 7          | 8          | 9        | 0        | 1        | 2        | 3       | 4       | 5       |
| UCD                                            | UCD      | UCD      | UCD      | UCD          | UCD          | UCD      | UCD      | UCD      |          |          |          |          |          |          |          |          |          |          |          |          |          |        |        |        |        |        |                    |                    |                    |                    |                    |                    |                    |           |           |           |           |           |          |            |            |            |          |          |          |          |         |         |         |
| UCD                                            | UCD      | UCD      | UCD      | UCD          | CDS          |          |          |          |          |          |          |          |          |          |          |          |          |          |          |          |          |        |        |        |        |        |                    |                    |                    |                    |                    |                    |                    |           |           |           |           |           |          |            |            |            |          |          |          |          |         |         |         |
| PSOE                                           | PSOE     | PSOE     | PSOE     | PSOE         | PSOE         | PSOE     | PSOE     | PSOE     | PSOE     | PSOE     | PSOE     | PSOE     | PSOE     | PSOE     | PSOE     | PSOE     | PSOE     | PSOE     | PSOE     | PSOE     | PSOE     | PSOE   | PSOE   | PSOE   | PSOE   | PSOE   | PSOE               | PSOE               | PSOE               | PSOE               | PSOE               | PSOE               | PSOE               | PSOE      | PSOE      | PSOE      | PSOE      | PSOE      | PSOE     | PSOE       | PSOE       | PSOE       | PSOE     | PSOE     | PSOE     | PSOE     | PSOE    | PSOE    | PSOE    |
| EE                                             |          |          |          |              |              |          |          |          |          |          |          |          |          |          |          | PSOE     | PSOE     | PSOE     | PSOE     | PSOE     | PSOE     | PSOE   | PSOE   | PSOE   | PSOE   | PSOE   | PSOE               | PSOE               | PSOE               | PSOE               | PSOE               | PSOE               | PSOE               | PSOE      | PSOE      | PSOE      | PSOE      | PSOE      | PSOE     | PSOE       | PSOE       | PSOE       | PSOE     | PSOE     | PSOE     | PSOE     | PSOE    | PSOE    | PSOE    |
|                                                |          |          |          |              |              |          |          |          |          |          |          |          |          |          |          |          |          |          |          |          |          |        | CHA    | CHA    | CHA    | CHA    | CHA                | CHA                | CHA                | CHA                |                    |                    |                    |           |           |           |           |           |          |            |            |            |          | MP       | MP       | MP       | Sumar   | Sumar   | Sumar   |
|                                                |          |          |          |              |              |          |          |          |          |          |          |          |          |          |          |          |          |          |          |          |          |        |        |        |        |        |                    |                    |                    |                    |                    |                    |                    | Compromís | Compromís | Compromís | Compromís | Compromís | EEM      | AAV        | AAV        | AAV        | AAV      | MP       | MP       | MP       | Sumar   | Sumar   | Més     |
|                                                |          |          |          |              |              |          |          |          | IU/ICV   | IU/ICV   | IU/ICV   | IU/ICV   | IU/ICV   | IU/ICV   | IU/ICV   | IU/ICV   | IU/ICV   | IU/ICV   | IU/ICV   | IU/ICV   | IU/ICV   | IU/ICV | IU/ICV | IU/ICV | IU/ICV | IU/ICV | IU/ICV             | IU/ICV             | IU/ICV             | IU/ICV             | IU/ICV             | IU/ICV             | IU/ICV             | IU/ICV    | IU/ICV    | IU/ICV    | IU/ICV    | Podemos   | EEM      | AAV        | AAV        | AAV        | AAV      | MP       | MP       | MP       | Sumar   | Sumar   | Sumar   |
| US                                             | US       |          |          |              |              |          |          |          | IU/ICV   | IU/ICV   | IU/ICV   | IU/ICV   | IU/ICV   | IU/ICV   | IU/ICV   | IU/ICV   | IU/ICV   | IU/ICV   | IU/ICV   | IU/ICV   | IU/ICV   | IU/ICV | IU/ICV | IU/ICV | IU/ICV | IU/ICV | IU/ICV             | IU/ICV             | IU/ICV             | IU/ICV             | IU/ICV             | IU/ICV             | IU/ICV             | IU/ICV    | IU/ICV    | IU/ICV    | IU/ICV    | Podemos   | Podemos  | Podemos    | Podemos    | Podemos    | Podemos  | Podemos  | Podemos  | Podemos  | Sumar   | Podemos | Podemos |
| PCE/PSUC                                       | PCE/PSUC | PCE/PSUC | PCE/PSUC | PCE/PSUC     | PCE/PSUC     | PCE/PSUC | PCE/PSUC | PCE/PSUC | IU/ICV   | IU/ICV   | IU/ICV   | IU/ICV   | IU/ICV   | IU/ICV   | IU/ICV   | IU/ICV   | IU/ICV   | IU/ICV   | IU/ICV   | IU/ICV   | IU/ICV   | IU/ICV | IU/ICV | IU/ICV | IU/ICV | IU/ICV | IU/ICV             | IU/ICV             | IU/ICV             | IU/ICV             | IU/ICV             | IU/ICV             | IU/ICV             | IU/ICV    | IU/ICV    | IU/ICV    | IU/ICV    | ECP       | ECP      | ECP        | ECP        | ECP        | ECP      | ECP      | ECP      | ECP      | Sumar   | Sumar   | Sumar   |
| PCE/PSUC                                       | PCE/PSUC | PCE/PSUC | PCE/PSUC | PCE/PSUC     | PCE/PSUC     | PCE/PSUC | PCE/PSUC | PCE/PSUC | IU/ICV   | IU/ICV   | IU/ICV   | IU/ICV   | IU/ICV   | IU/ICV   | IU/ICV   | IU/ICV   | IU/ICV   | IU/ICV   | IU/ICV   | IU/ICV   | IU/ICV   | IU/ICV | IU/ICV | IU/ICV | IU/ICV | IU/ICV | IU/ICV             | IU/ICV             | IU/ICV             | IU/ICV             | IU/ICV             | IU/ICV             | IU/ICV             | IU/ICV    | IU/ICV    | IU/ICV    | IU/ICV    | En Marea  | En Marea | En Marea   | En Marea   | En Marea   | En Común | En Común | En Común | En Común | Sumar   | Sumar   | Sumar   |
| PCE/PSUC                                       | PCE/PSUC | PCE/PSUC | PCE/PSUC | PCE/PSUC     | PCE/PSUC     | PCE/PSUC | PCE/PSUC | PCE/PSUC | IU/ICV   | IU/ICV   | IU/ICV   | IU/ICV   | IU/ICV   | IU/ICV   | IU/ICV   | IU/ICV   | IU/ICV   | IU/ICV   | IU/ICV   | IU/ICV   | IU/ICV   | IU/ICV | IU/ICV | IU/ICV | IU/ICV | IU/ICV | IU/ICV             | IU/ICV             | IU/ICV             | IU/ICV             | IU/ICV             | IU/ICV             | IU/ICV             | IU/ICV    | IU/ICV    | IU/ICV    | IU/ICV    | UP        | IU       | IU         | IU         | IU         | IU       | IU       | IU       | IU       | Sumar   | Sumar   | Sumar   |
| AP                                             | AP       | CD       | CD       | CD           | CD           | CD       | CD       | CD       | CP       | CP       | CP       | PP       | PP       | PP       | PP       | PP       | PP       | PP       | PP       | PP       | PP       | PP     | PP     | PP     | PP     | PP     | PP                 | PP                 | PP                 | PP                 | PP                 | PP                 | PP                 | PP        | PP        | PP        | PP        | PP        | PP       | PP         | PP         | PP         | PP       | PP       | PP       | PP       | PP      | PP      | PP      |
| AP                                             | AP       | CD       | CD       | CD           | CD           | CD       | CD       | CD       | CP       | CP       | CP       | PP       | PP       | PP       | PP       | PP       | PP       | PP       | PP       | PP       | PP       | PP     | PP     | PP     | PP     | PP     | PP                 | PP                 | PP                 | PP                 | PP                 | PP                 | PP                 | PP        | PP        | PP        | PP        | PP        | PP       | PP         | PP         | PP         | Vox      |          |          |          |         |         |         |
| AP                                             | AP       | CD       | CD       | CD           | CD           | CD       | CD       | CD       | CP       | CP       | CP       | PP       | PP       | PP       | PP       | PP       | PP       | PP       | PP       | PP       | PP       | PP     | PP     | PP     | PP     | PP     | PP                 | PP                 | PP                 | PP                 | PP                 | PP                 | PP                 | PP        | PP        | PP        | PP        | PP        | PP       | PP         | PP         | PP         | NA+      | NA+      | NA+      | NA+      | NA+     | UPN     | UPN     |
|                                                |          |          |          |              |              |          |          |          |          |          |          |          |          |          |          |          |          |          |          |          |          |        |        |        |        |        |                    |                    |                    |                    |                    | UPYD               | UPYD               | UPYD      | UPYD      | UPYD      | UPYD      | UPYD      | UPYD     | Ciudadanos | Ciudadanos | Ciudadanos | NA+      | NA+      | NA+      | NA+      | NA+     |         |         |
| Ciudadanos                                     |          |          |          |              |              |          |          |          |          |          |          |          |          |          |          |          |          |          |          |          |          |        |        |        |        |        |                    |                    |                    |                    |                    | UPYD               | UPYD               | UPYD      | UPYD      | UPYD      | UPYD      | UPYD      | UPYD     | Ciudadanos | Ciudadanos | Ciudadanos |          |          |          |          |         |         |         |
| PDPC                                           | PDPC     | CiU      | CiU      | CiU          | CiU          | CiU      | CiU      | CiU      | CiU      | CiU      | CiU      | CiU      | CiU      | CiU      | CiU      | CiU      | CiU      | CiU      | CiU      | CiU      | CiU      | CiU    | CiU    | CiU    | CiU    | CiU    | CiU                | CiU                | CiU                | CiU                | CiU                | CiU                | CiU                | CiU       | CiU       | CiU       | CiU       | CiU       | CiU      | CiL        | CDC        | CDC        | CDC      | JxCat    | JxCat    | JxCat    | Junts   | Junts   | Junts   |
| UC-DCC                                         | UC-DCC   | CiU      | CiU      | CiU          | CiU          | CiU      | CiU      | CiU      | CiU      | CiU      | CiU      | CiU      | CiU      | CiU      | CiU      | CiU      | CiU      | CiU      | CiU      | CiU      | CiU      | CiU    | CiU    | CiU    | CiU    | CiU    | CiU                | CiU                | CiU                | CiU                | CiU                | CiU                | CiU                | CiU       | CiU       | CiU       | CiU       | CiU       | CiU      | CiL        |            |            |          | JxCat    | JxCat    | JxCat    | PDeCat  |         |         |
| EC                                             | EC       | ERC      | ERC      | ERC          | ERC          | ERC      | ERC      | ERC      |          |          |          |          |          |          |          | ERC      | ERC      | ERC      | ERC      | ERC      | ERC      | ERC    | ERC    | ERC    | ERC    | ERC    | ERC                | ERC                | ERC                | ERC                | ERC                | ERC                | ERC                | ERC       | ERC       | ERC       | ERC       | ERC       | ERC      | ERC        | ERC        | ERC        | ERC      | ERC      | ERC      | ERC      | ERC     | ERC     | ERC     |
| EC                                             | EC       |          |          |              |              |          |          |          |          |          |          |          |          |          |          |          |          |          |          |          |          |        |        |        |        |        |                    |                    |                    |                    |                    |                    |                    |           |           |           |           |           |          |            | CUP        |            |          |          |          |          |         |         |         |
| PNV                                            | PNV      | PNV      | PNV      | PNV          | PNV          | PNV      | PNV      | PNV      | PNV      | PNV      | PNV      | PNV      | PNV      | PNV      | PNV      | PNV      | PNV      | PNV      | PNV      | PNV      | PNV      | PNV    | PNV    | PNV    | PNV    | PNV    | PNV                | PNV                | PNV                | PNV                | PNV                | PNV                | PNV                | PNV       | PNV       | PNV       | PNV       | PNV       | PNV      | PNV        | PNV        | PNV        | PNV      | PNV      | PNV      | PNV      | PNV     | PNV     | PNV     |
| PNV                                            | PNV      | PNV      | PNV      | PNV          | PNV          | PNV      | PNV      | PNV      | PNV      | PNV      | PNV      | PNV      | PNV      | PNV      | PNV      | PNV      | PNV      | PNV      | PNV      | PNV      | PNV      | PNV    | PNV    | PNV    | PNV    | PNV    | PNV                | NaBai              | NaBai              | NaBai              | NaBai              | NaBai              | NaBai              | NaBai     | GBai      | GBai      | GBai      | GBai      | GBai     |            |            |            |          |          |          |          |         |         |         |
|                                                |          |          |          |              |              |          |          |          |          |          |          | EA       |          |          |          |          |          |          |          |          |          |        |        |        |        |        |                    | NaBai              | NaBai              | NaBai              | NaBai              | NaBai              | NaBai              | NaBai     | GBai      | GBai      | GBai      | GBai      | GBai     |            |            |            |          |          |          |          |         |         |         |
| EA                                             | EA       | EA       |          |              |              |          |          |          |          |          |          | EH Bildu | EH Bildu | EH Bildu | EH Bildu | EH Bildu | EH Bildu | EH Bildu | EH Bildu | EH Bildu | EH Bildu |        |        |        |        |        |                    |                    |                    |                    |                    |                    |                    |           |           |           |           |           |          |            |            |            |          |          |          |          |         |         |         |
|                                                |          | HB       | HB       | HB           | HB           | HB       | HB       | HB       | HB       | HB       | HB       | HB       | HB       | HB       | HB       | HB       | HB       | HB       | HB       | HB       | HB       | HB     |        |        |        |        |                    |                    |                    |                    |                    |                    |                    | Amaiur    | Amaiur    | Amaiur    | Amaiur    | Amaiur    | Amaiur   |            |            |            |          |          |          |          |         |         |         |
|                                                |          |          |          |              |              |          |          |          | AIC      | AIC      | AIC      | AIC      | AIC      | AIC      | AIC      | CC       | CC       | CC       | CC       | CC       | CC       | CC     | CC     | CC     | CC     | CC     | CC                 | CC                 | CC                 | CC                 | CC                 | CC                 | CC                 | CC        | CC        | CC        | CC        | CC        | CC       | CC         | CC         | CC         | CC/NC    | CC/NC    | CC/NC    | CC/NC    | CC/NC   | CC      | CC      |
|                                                |          |          |          |              |              |          |          |          |          |          |          |          |          |          |          |          |          | BNG      | BNG      | BNG      | BNG      | BNG    | BNG    | BNG    | BNG    | BNG    | BNG                | BNG                | BNG                | BNG                | BNG                | BNG                | BNG                | BNG       | BNG       | BNG       | BNG       | BNG       | BNG      |            |            |            | BNG      | BNG      | BNG      | BNG      | BNG     | BNG     | BNG     |
| Presidente del Gobierno y Partidos de Gobierno |          |          |          |              |              |          |          |          |          |          |          |          |          |          |          |          |          |          |          |          |          |        |        |        |        |        |                    |                    |                    |                    |                    |                    |                    |           |           |           |           |           |          |            |            |            |          |          |          |          |         |         |         |
|                                                |          |          |          |              |              |          |          |          |          |          |          |          |          |          |          |          |          |          |          |          |          |        |        |        |        |        |                    |                    |                    |                    |                    |                    |                    |           |           |           |           |           |          |            |            |            |          |          |          |          |         |         |         |
|                                                |          |          |          |              |              |          |          |          |          |          |          |          |          |          |          |          |          |          |          |          |          |        |        |        |        |        |                    |                    |                    |                    |                    |                    |                    |           |           |           |           |           |          |            |            |            |          |          |          |          |         |         |         |
|                                                |          |          |          |              |              |          |          |          |          |          |          |          |          |          |          |          |          |          |          |          |          |        |        |        |        |        |                    |                    |                    |                    |                    |                    |                    |           |           |           |           |           |          |            |            |            |          |          |          |          |         |         |         |
|                                                |          |          |          |              |              |          |          |          |          |          |          |          |          |          |          |          |          |          |          |          |          |        |        |        |        |        |                    |                    |                    |                    |                    |                    |                    |           |           |           |           |           |          |            |            |            |          |          |          |          |         |         |         |
|                                                |          |          |          |              |              |          |          |          |          |          |          |          |          |          |          |          |          |          |          |          |          |        |        |        |        |        |                    |                    |                    |                    |                    |                    |                    |           |           |           |           |           |          |            |            |            |          |          |          |          |         |         |         |
| Suárez                                         | Suárez   | Suárez   | Suárez   | Calvo-Sotelo | Calvo-Sotelo | González | González | González | González | González | González | González | González | González | González | González | González | González | Aznar    | Aznar    | Aznar    | Aznar  | Aznar  | Aznar  | Aznar  | Aznar  | Rodríguez Zapatero | Rodríguez Zapatero | Rodríguez Zapatero | Rodríguez Zapatero | Rodríguez Zapatero | Rodríguez Zapatero | Rodríguez Zapatero | Rajoy     | Rajoy     | Rajoy     | Rajoy     | Rajoy     | Rajoy    | Rajoy      | Rajoy      | Sánchez    | Sánchez  | Sánchez  | Sánchez  | Sánchez  | Sánchez | Sánchez | Sánchez |

| Estatus en Legislatura                                                                                     |
| --- |
| Gobierno monocolor Gobierno de coalición Oposición principal Varios gobiernos a lo largo de la legislatura |

| Partido | Partido                                       | Ideología                                                         | Escaños por legislatura | Escaños por legislatura | Escaños por legislatura | Escaños por legislatura | Escaños por legislatura | Escaños por legislatura | Escaños por legislatura | Escaños por legislatura | Escaños por legislatura | Escaños por legislatura | Escaños por legislatura | Escaños por legislatura | Escaños por legislatura | Escaños por legislatura | Escaños por legislatura | Escaños por legislatura |
| Partido | Partido                                       | Ideología                                                         | Constituyente           | I                       | II                      | III                     | IV                      | V                       | VI                      | VII                     | VIII                    | IX                      | X                       | XI                      | XII                     | XIII                    | XIV                     | XV                      |
| ------- | --------------------------------------------- | ----------------------------------------------------------------- | ----------------------- | ----------------------- | ----------------------- | ----------------------- | ----------------------- | ----------------------- | ----------------------- | ----------------------- | ----------------------- | ----------------------- | ----------------------- | ----------------------- | ----------------------- | ----------------------- | ----------------------- | ----------------------- |
|         | Unión de Centro Democrático                   | Monarquismo, Reformismo                                           | 166                     | 168                     | 11                      | -                       | -                       | -                       | -                       | -                       | -                       | -                       | -                       | -                       | -                       | -                       | -                       | -                       |
|         | Partido Socialista Obrero Español             | Socialdemocracia, Progresismo                                     | 118                     | 121                     | 202                     | 184                     | 175                     | 159                     | 141                     | 125                     | 164                     | 169                     | 110                     | 90                      | 85                      | 123                     | 120                     | 121                     |
|         | Partido Comunista de España                   | Eurocomunismo                                                     | 19                      | 23                      | 4                       | -                       | -                       | -                       | -                       | -                       | -                       | -                       | -                       | -                       | -                       | -                       | -                       | -                       |
|         | Alianza Popular                               | Conservadurismo, Franquismo sociológico                           | 16                      | -                       | 107                     | -                       | -                       | -                       | -                       | -                       | -                       | -                       | -                       | -                       | -                       | -                       | -                       | -                       |
|         | Pacte Democràtic per Catalunya                | Nacionalismo catalán                                              | 11                      | -                       | -                       | -                       | -                       | -                       | -                       | -                       | -                       | -                       | -                       | -                       | -                       | -                       | -                       | -                       |
|         | EAJ-PNV                                       | Nacionalismo vasco, Democracia cristiana                          | 8                       | 7                       | 8                       | 6                       | 5                       | 5                       | 5                       | 7                       | 7                       | 6                       | 5                       | 6                       | 5                       | 6                       | 6                       | 5                       |
|         | Unidad Socialista                             | Socialismo democrático, Progresismo                               | 6                       | -                       | -                       | -                       | -                       | -                       | -                       | -                       | -                       | -                       | -                       | -                       | -                       | -                       | -                       | -                       |
|         | UC-DCC                                        | Nacionalismo catalán, Conservadurismo, Democracia cristiana       | 2                       | -                       | -                       | -                       | -                       | -                       | -                       | -                       | -                       | -                       | -                       | -                       | -                       | -                       | -                       | -                       |
|         | Esquerra de Catalunya                         | Nacionalismo catalán, Izquierda                                   | 1                       | -                       | -                       | -                       | -                       | -                       | -                       | -                       | -                       | -                       | -                       | -                       | -                       | -                       | -                       | -                       |
|         | Euskadiko Ezkerra                             | Independentismo vasco, Socialismo, Izquierda                      | 1                       | 1                       | 1                       | 2                       | 2                       | -                       | -                       | -                       | -                       | -                       | -                       | -                       | -                       | -                       | -                       | -                       |
|         | Candidatura Aragonesa Independiente de Centro | Aragonesismo, Conservadurismo                                     | 1                       | -                       | -                       | -                       | -                       | -                       | -                       | -                       | -                       | -                       | -                       | -                       | -                       | -                       | -                       | -                       |
|         | Candidatura Independiente de Centro           | Centro                                                            | 1                       | -                       | -                       | -                       | -                       | -                       | -                       | -                       | -                       | -                       | -                       | -                       | -                       | -                       | -                       | -                       |
|         | Coalición Democrática                         | Conservadurismo                                                   | -                       | 10                      | -                       | -                       | -                       | -                       | -                       | -                       | -                       | -                       | -                       | -                       | -                       | -                       | -                       | -                       |
|         | Convergència i Unió                           | Nacionalismo catalán, Centroderecha                               | -                       | 8                       | 12                      | 18                      | 18                      | 17                      | 16                      | 15                      | 10                      | 10                      | 16                      | -                       | -                       | -                       | -                       | -                       |
|         | Partido Andalucista                           | Nacionalismo andaluz, Progresismo                                 | -                       | 5                       | -                       | -                       | 2                       | -                       | -                       | 1                       | -                       | -                       | -                       | -                       | -                       | -                       | -                       | -                       |
|         | Herri Batasuna                                | Izquierda abertzale, Nacionalismo vasco                           | -                       | 3                       | 2                       | 5                       | 4                       | 2                       | 2                       | -                       | -                       | -                       | -                       | -                       | -                       | -                       | -                       | -                       |
|         | Unión Nacional                                | Catolicismo, Franquismo                                           | -                       | 1                       | -                       | -                       | -                       | -                       | -                       | -                       | -                       | -                       | -                       | -                       | -                       | -                       | -                       | -                       |
|         | Esquerra Republicana de Catalunya             | Nacionalismo catalán, Socialdemocracia                            | -                       | 1                       | 1                       | -                       | -                       | 1                       | 1                       | 1                       | 8                       | 3                       | 3                       | 9                       | 9                       | 15                      | 13                      | 7                       |
|         | Unión del Pueblo Canario                      | Nacionalismo canario, Comunismo                                   | -                       | 1                       | -                       | -                       | -                       | -                       | -                       | -                       | -                       | -                       | -                       | -                       | -                       | -                       | -                       | -                       |
|         | PAR                                           | Aragonesismo, Liberalismo                                         | -                       | 1                       | -                       | 1                       | 1                       | 1                       | -                       | -                       | -                       | -                       | -                       | -                       | -                       | -                       | -                       | -                       |
|         | Centro Democrático y Social                   | Socioliberalismo, Democracia cristiana, Reformismo                | -                       | -                       | 2                       | 19                      | 14                      | -                       | -                       | -                       | -                       | -                       | -                       | -                       | -                       | -                       | -                       | -                       |
|         | Coalición Popular                             | Conservadurismo, Democracia cristiana, Liberalismo                | -                       | -                       | -                       | 105                     | -                       | -                       | -                       | -                       | -                       | -                       | -                       | -                       | -                       | -                       | -                       | -                       |
|         | Izquierda Unida                               | Eurocomunismo, Republicanismo                                     | -                       | -                       | -                       | 7                       | 17                      | 18                      | 21                      | 8                       | 5                       | 2                       | 11                      | -                       | -                       | -                       | -                       | 5                       |
|         | Coalición Galega                              | Nacionalismo gallego, Centro                                      | -                       | -                       | -                       | 1                       | -                       | -                       | -                       | -                       | -                       | -                       | -                       | -                       | -                       | -                       | -                       | -                       |
|         | Agrupaciones Independientes de Canarias       | Nacionalismo canario, Centroderecha                               | -                       | -                       | -                       | 1                       | 1                       | -                       | -                       | -                       | -                       | -                       | -                       | -                       | -                       | -                       | -                       | -                       |
|         | Unión Valenciana                              | Conservadurismo, Blaverismo                                       | -                       | -                       | -                       | 1                       | 2                       | 1                       | 1                       | -                       | -                       | -                       | -                       | -                       | -                       | -                       | -                       | -                       |
|         | Partido Popular                               | Centroderecha, Conservadurismo liberal                            | -                       | -                       | -                       | -                       | 107                     | 141                     | 156                     | 183                     | 148                     | 154                     | 186                     | 123                     | 137                     | 66                      | 89                      | 137                     |
|         | Eusko Alkartasuna                             | Socialdemocracia, Izquierda Abertzale                             | -                       | -                       | -                       | -                       | 2                       | 1                       | 1                       | 1                       | 1                       | -                       | -                       | -                       | -                       | -                       | -                       | -                       |
|         | Coalición Canaria                             | Nacionalismo canario, Conservadurismo                             | -                       | -                       | -                       | -                       | -                       | 4                       | 4                       | 4                       | 3                       | 2                       | 2                       | 1                       | 1                       | 2                       | -                       | 1                       |
|         | Bloque Nacionalista Galego                    | Nacionalismo gallego, Socialismo                                  | -                       | -                       | -                       | -                       | -                       | -                       | 2                       | 3                       | 2                       | 2                       | 2                       | -                       | -                       | -                       | 1                       | 1                       |
|         | Iniciativa per Catalunya Verds                | Ecosocialismo, Catalanismo                                        | -                       | -                       | -                       | -                       | -                       | -                       | -                       | 1                       | -                       | -                       | -                       | -                       | -                       | -                       | -                       | -                       |
|         | Chunta Aragonesista                           | Aragonesismo, Socialismo democrático                              | -                       | -                       | -                       | -                       | -                       | -                       | -                       | 1                       | 1                       | -                       | -                       | -                       | -                       | -                       | -                       | 1                       |
|         | Nafarroa Bai                                  | Progresismo, Vasquismo                                            | -                       | -                       | -                       | -                       | -                       | -                       | -                       | -                       | 1                       | 1                       | -                       | -                       | -                       | -                       | -                       | -                       |
|         | Unión Progreso y Democracia.                  | Antinacionalismo, Centralismo, Socioliberalismo                   | -                       | -                       | -                       | -                       | -                       | -                       | -                       | -                       | -                       | 1                       | 5                       | -                       | -                       | -                       | -                       | -                       |
|         | Amaiur                                        | Izquierda abertzale                                               | -                       | -                       | -                       | -                       | -                       | -                       | -                       | -                       | -                       | -                       | 7                       | -                       | -                       | -                       | -                       | -                       |
|         | Compromís                                     | Nacionalismo valenciano, Ecosocialismo                            | -                       | -                       | -                       | -                       | -                       | -                       | -                       | -                       | -                       | -                       | 1                       | -                       | -                       | 1                       | 1                       | 2                       |
|         | Foro de Ciudadanos                            | Regionalismo asturiano, Conservadurismo                           | -                       | -                       | -                       | -                       | -                       | -                       | -                       | -                       | -                       | -                       | 1                       | -                       | -                       | -                       | -                       | -                       |
|         | Geroa Bai                                     | Soberanismo, Centroizquierda                                      | -                       | -                       | -                       | -                       | -                       | -                       | -                       | -                       | -                       | -                       | 1                       | -                       | -                       | -                       | -                       | -                       |
|         | Podemos                                       | Progresismo, Feminismo                                            | -                       | -                       | -                       | -                       | -                       | -                       | -                       | -                       | -                       | -                       | -                       | 42                      | -                       | -                       | -                       | 5                       |
|         | Ciudadanos-Partido de la Ciudadanía           | Liberalismo, Centroderecha                                        | -                       | -                       | -                       | -                       | -                       | -                       | -                       | -                       | -                       | -                       | -                       | 40                      | 32                      | 57                      | 10                      | -                       |
|         | En Comú Podem                                 | Catalanismo, Plurinacionalismo, Socialismo democrático            | -                       | -                       | -                       | -                       | -                       | -                       | -                       | -                       | -                       | -                       | -                       | 12                      | 12                      | 7                       | 7                       | 5                       |
|         | Compromís-Podemos-És el Moment                | Progresismo, Valencianismo, Ecologismo                            | -                       | -                       | -                       | -                       | -                       | -                       | -                       | -                       | -                       | -                       | -                       | 9                       | -                       | -                       | -                       | -                       |
|         | Democràcia i Llibertat                        | Independentismo catalán                                           | -                       | -                       | -                       | -                       | -                       | -                       | -                       | -                       | -                       | -                       | -                       | 8                       | -                       | -                       | -                       | -                       |
|         | En Marea                                      | Nacionalismo gallego, Socialismo democrático                      | -                       | -                       | -                       | -                       | -                       | -                       | -                       | -                       | -                       | -                       | -                       | 6                       | 5                       | -                       | -                       | -                       |
|         | Unidad Popular                                | Socialismo democrático, Republicanismo, Feminismo                 | -                       | -                       | -                       | -                       | -                       | -                       | -                       | -                       | -                       | -                       | -                       | 2                       | -                       | -                       | -                       | -                       |
|         | Euskal Herria Bildu                           | Socialismo, Izquierda abertzale, Extrema izquierda                | -                       | -                       | -                       | -                       | -                       | -                       | -                       | -                       | -                       | -                       | -                       | 2                       | 2                       | 4                       | 5                       | 6                       |
|         | Unidas Podemos                                | Progresismo, Feminismo                                            | -                       | -                       | -                       | -                       | -                       | -                       | -                       | -                       | -                       | -                       | -                       | -                       | 45                      | 33                      | 26                      | -                       |
|         | Compromís-Podemos-EUPV: A la Valenciana       | Progresismo, Valencianismo, Ecologismo                            | -                       | -                       | -                       | -                       | -                       | -                       | -                       | -                       | -                       | -                       | -                       | -                       | 9                       | -                       | -                       | -                       |
|         | Convergencia Democrática de Cataluña          | Independentismo catalán                                           | -                       | -                       | -                       | -                       | -                       | -                       | -                       | -                       | -                       | -                       | -                       | -                       | 8                       | -                       | -                       | -                       |
|         | Vox                                           | Nacionalconservadurismo                                           | -                       | -                       | -                       | -                       | -                       | -                       | -                       | -                       | -                       | -                       | -                       | -                       | -                       | 24                      | 52                      | 33                      |
|         | Junts per Catalunya (coalición)               | Independentismo catalán                                           | -                       | -                       | -                       | -                       | -                       | -                       | -                       | -                       | -                       | -                       | -                       | -                       | -                       | 7                       | 8                       | -                       |
|         | En Común                                      | Galleguismo, Progresismo                                          | -                       | -                       | -                       | -                       | -                       | -                       | -                       | -                       | -                       | -                       | -                       | -                       | -                       | 2                       | 2                       | -                       |
|         | Navarra Suma                                  | Navarrismo, Foralismo, Conservadurismo liberal                    | -                       | -                       | -                       | -                       | -                       | -                       | -                       | -                       | -                       | -                       | -                       | -                       | -                       | 2                       | 2                       | -                       |
|         | Partido Regionalista de Cantabria             | Cantabrismo, Regionalismo, Socioliberalismo                       | -                       | -                       | -                       | -                       | -                       | -                       | -                       | -                       | -                       | -                       | -                       | -                       | -                       | 1                       | 1                       | -                       |
|         | Más País                                      | Progresismo, Ecologismo, Feminismo                                | -                       | -                       | -                       | -                       | -                       | -                       | -                       | -                       | -                       | -                       | -                       | -                       | -                       | -                       | 2                       | 2                       |
|         | Candidatura de Unidad Popular                 | Independentismo catalán, Asamblearismo, Anticapitalismo           | -                       | -                       | -                       | -                       | -                       | -                       | -                       | -                       | -                       | -                       | -                       | -                       | -                       | -                       | 2                       | -                       |
|         | Coalición Canaria-Nueva Canarias              | Nacionalismo canario                                              | -                       | -                       | -                       | -                       | -                       | -                       | -                       | -                       | -                       | -                       | -                       | -                       | -                       | -                       | 2                       | -                       |
|         | Teruel Existe                                 | Regionalismo, Desarrollo sostenible, Lucha contra la despoblación | -                       | -                       | -                       | -                       | -                       | -                       | -                       | -                       | -                       | -                       | -                       | -                       | -                       | -                       | 1                       | -                       |
|         | Movimiento Sumar                              | Socialdemocracia, Progresismo, Ecologismo, Federalismo            | -                       | -                       | -                       | -                       | -                       | -                       | -                       | -                       | -                       | -                       | -                       | -                       | -                       | -                       | -                       | 10                      |

1. ↑  Coalición integrada por PP, Partido Demócrata Cristiano, Federación de Partidos Demócratas y Liberales, PSD, Partido Demócrata Popular, Partido Social Liberal Andaluz, Partido Gallego Independiente, Federación Social Demócrata, Acción Regional Extremeña, Unión Canaria, Unión Demócrata Murciana y Partido Liberal.
2. 1 2  Incluye a Centristes de Catalunya-UCD, coalición electoral en Cataluña entre UCD y Unió de Centre de Catalunya.
3. 1 2  En el País Vasco se presentaron en coalición AP, PDP, Partido Demócrata Liberal y UCD
4. ↑  Incluye al PSC
5. ↑  Incluye al Partido de Acción Democrática.
6. 1 2 3 4 5 6 7 8 9 10 11  Incluye a PSE-EE.
7. ↑  Incluye al Partido Democrático de la Nueva Izquierda.
8. ↑  Incluye a la Confederación de Los Verdes, Coalición Extremeña en Extremadura y Unión Demócrata Ceutí en Ceuta.
9. ↑  Incluye a Coalición Extremeña en Extremadura y Unión Demócrata Ceutí en Ceuta.
10. ↑  Incluye a Coalición Extremeña en Extremadura.
11. 1 2  Incluye a Nueva Canarias en Canarias.
12. 1 2  Hasta el 2 de junio de 2018 el PSOE ejerció la oposición principal al Gobierno de Mariano Rajoy. Desde el 2 de junio el PP ejerció la oposición principal al Gobierno de Pedro Sánchez.
13. ↑  Incluye al PSUC
14. ↑  Coalición integrada por Reforma Democrática, Unión del Pueblo Español, Democracia Social, Acción Regional, Unión Social Popular, Unión Nacional Española y Acción Democrática Española. Incluye a Convivencia Catalana en Cataluña y Falange en Guipúzcoa.
15. ↑  Incluye al Partido Demócrata Popular
16. ↑  Coalición integrada por Convergència Democràtica de Catalunya, Partit Socialista de Catalunya-Reagrupament, Esquerra Democràtica de Catalunya y Front Nacional de Catalunya.
17. ↑  Coalición integrada por  Partido Socialista Popular y Federación de Partidos Socialistas.
18. ↑  Coalición integrada por Unió Democràtica de Catalunya y Centre Català.
19. ↑  Coalición integrada por Partit del Treball de Catalunya, Esquerra Republicana de Catalunya y Estat Català.
20. ↑  Coalición integrada por Euskal Iraultzarako Alderdia, Movimiento Comunista de Euskadi, Euskal Komunistak, Eusko Kidelgo Iraultzaile Abertzalea y Partido Comunista de Euskadi.
21. ↑  Coalición integrada por Alianza Popular, Acción Ciudadana Liberal, Partido Demócrata Progresista, Renovación Española y Partido Popular.
22. ↑  Incluye a Unión Foral del País Vasco, coalición electoral en el País Vasco entre Coalición Democrática y Demócratas Independientes Vascos.
23. ↑  Coalición integrada por Convergencia Democrática de Cataluña, y Unión Democrática de Cataluña.
24. ↑  Coalición integrada por ESB, LAIA, HASI y ANV.
25. ↑  Coalición integrada por Fuerza Nueva, FE de las JONS, Círculos Doctrinales José Antonio, Comunión Tradicionalista, Agrupación de Juventudes Tradicionalistas y Confederación Nacional de Excombatientes.
26. 1 2 3  Incluye a Catalunya Sí y Reagrupament.
27. 1 2  Incluye a Sobiranistes.
28. ↑  Coalición integrada por Partido de la Revolución Canaria, Células Comunistas, Partido de Unificación Comunista de Canarias, Asamblea Canaria y Confederación Autónoma Nacionalista Canaria.
29. ↑  Coalición integrada por Alianza Popular, Partido Demócrata Popular y Partido Liberal.
30. ↑  Incluye a Unión Valenciana en la Comunidad Valenciana, a Unión del Pueblo Navarro en Navarra y al Partido Aragonés Regionalista en Aragón.
31. ↑  Coalición fundada por Partido Comunista de España, Partido Socialista Unificado de Cataluña, Partido de Acción Socialista, Izquierda Republicana, Federación Progresista, Partido Humanista, Partido Carlista, Partido Comunista de los Pueblos de España y Candidatura Unitaria de Trabajadores.
32. ↑  Incluye al Partido Democrático de la Nueva Izquierda, Iniciativa per Catalunya en Cataluña y Unidade Galega en Galicia.
33. ↑  Incluye al Partido Democrático de la Nueva Izquierda, Iniciativa per Catalunya en Cataluña, Esquerda Galega en Galicia y Los Verdes en Andalucía, Región de Murcia y Extremadura.
34. ↑  Incluye a Esquerda Galega en Galicia y Los Verdes en Andalucía, Región de Murcia y Extremadura.
35. ↑  Incluye a Iniciativa per Catalunya-Verds y Esquerra Unida i Alternativa en Cataluña, Alternativa Ciudadana 25 de Mayo, Socialistas Independientes de Extremadura en Extremadura, Bloque por Asturies en Asturias, Partido Obrero Revolucionario, Espacio Alternativo y Los Verdes en Aragón, Canarias y Els Verds del País Valencià en la Comunidad Valenciana.
36. ↑  Incluye a Iniciativa per Catalunya-Verds y Esquerra Unida i Alternativa en Cataluña, Ezker Batua-Berdeak en el País Vasco, Bloque por Asturies, Esquerra Unida i Republicana, y Los Verdes en Asturias y Els Verds de Mallorca.
37. ↑  Incluye a la Confederación de Los Verdes, Iniciativa per Catalunya-Verds y Esquerra Unida i Alternativa en Cataluña, Batzarre en Navarra, Socialistas Independientes de Extremadura en Extremadura, Chunta Aragonesista en Aragón, Els Verds del País Valencià en la Comunidad Valenciana y Canarias por la Izquierda-Sí Se Puede e Iniciativa por el Hierro en Canarias.
38. ↑  Coalición integrada por Partido Galeguista, Partido Gallego Independiente y Centristas de Orense.
39. ↑  Coalición integrada por Agrupación Tinerfeña de Independientes, Agrupación Palmera de Independientes, Agrupación Gomera de Independientes, Partido de Independientes de Lanzarote e Independientes de Fuerteventura.
40. ↑  Incluye a Unión del Pueblo Navarro en Navarra y Centristas de Galicia en Galicia.
41. ↑  Incluye a Unión del Pueblo Navarro en Navarra.
42. 1 2  Incluye a Unión del Pueblo Navarro en Navarra y Partido Aragonés Regionalista en Aragón.
43. ↑  Incluye a Unión del Pueblo Navarro en Navarra, Unión del Pueblo Melillense en Melilla, Unión Valenciana en la Comunidad Valenciana e Independientes de Fuerteventura.
44. ↑  Incluye a Unión del Pueblo Navarro en Navarra e Independientes de Fuerteventura.
45. ↑  Incluye a Unión del Pueblo Navarro en Navarra, Partido Aragonés Regionalista en Aragón, Extremadura Unida en Extremadura y Centro Canario Nacionalista en Canarias.
46. 1 2  Incluye a Unión del Pueblo Navarro en Navarra, Partido Aragonés Regionalista en Aragón, Foro de Ciudadanos en Asturias.
47. 1 2  Incluye a Foro de Ciudadanos en Asturias.
48. ↑  Coalición fundada por Agrupaciones Independientes de Canarias, Iniciativa Canaria Nacionalista, Asamblea Majorera, Partido Nacionalista Canario y Centro Canario Independiente.
49. ↑  Incluye al Partido Nacionalista de Lanzarote.
50. ↑  Incluye al Partido de Independientes de Lanzarote y la Agrupación Herreña Independiente.
51. ↑  Incluye a Nueva Canarias y Partido Nacionalista Canario.
52. 1 2 3  Incluye al Partido Nacionalista Canario.
53. ↑  Coalición integrada por Unión do Povo Galego, Movemento Galego ao Socialismo, Abrente-Esquerda Democrática Galega y Fronte Obreira Galega.
54. ↑  Coalición integrada por Aralar, Partido Nacionalista Vasco, Zabaltzen, Eusko Alkartasuna y Batzarre.
55. ↑  Coalición integrada por Eusko Alkartasuna, Alternatiba y Aralar.
56. ↑  Coalición integrada por Bloc Nacionalista Valencià, Iniciativa del Poble Valencià y Verds Equo del País Valencià.
57. ↑  En coalición con Equo.
58. ↑  En coalición con Más País.
59. ↑  Coalición integrada por Partido Nacionalista Vasco, Atarrabia Taldea y Zabaltzen.
60. ↑  En coalición con Equo.
61. ↑  En coalición con Unión Progreso y Democracia.
62. ↑  Coalición integrada por Podemos, Iniciativa per Catalunya Verds, Esquerra Unida i Alternativa y Barcelona en Comú.
63. ↑  Coalición integrada por Podemos, Compromís y Equo.
64. ↑  Coalición integrada por Convergència Democràtica de Catalunya, Demócratas de Cataluña y Reagrupament.
65. ↑  Coalición integrada por Podemos, Esquerda Unida y Anova-Irmandade Nacionalista.
66. ↑  Coalición integrada por Izquierda Unida, Ahora en Común, Batzarre en Navarra, Chunta Aragonesista en Aragón, Construyendo la Izquierda-Alternativa Socialista, Segoviemos en Segovia e Izquierda Castellana en Castilla y León.
67. ↑  Coalición fundada por Eusko Alkartasuna, Aralar, Sortu y Alternatiba.
68. ↑  Coalición integrada por Podemos e Izquierda Unida.
69. ↑  En coalición con Equo, Més per Mallorca en Baleares, Batzarre en Navarra, Construyendo la Izquierda-Alternativa Socialista, Segoviemos en Segovia, Izquierda Castellana en Castilla y León y Alto Aragón en Común en Huesca.
70. ↑  En coalición con Equo, Batzarre en Navarra y Alto Aragón en Común en Huesca.
71. ↑  Coalición integrada por Podemos, Esquerra Unida del País Valencià, Compromís y Equo.
72. ↑  Coalición integrada por Partido Demócrata Europeo Catalán, Crida Nacional per la República y Acció per la República.
73. ↑  Coalición integrada por Podemos, Esquerda Unida y Mareas.
74. ↑  Incluye a Equo.
75. ↑  Coalición integrada por Partido Popular, Ciudadanos y Unión del Pueblo Navarro.
76. ↑  Incluye a Equo en Madrid, Murcia, La Coruña, Pontevedra, Asturias, Santa Cruz de Tenerife y Las Palmas, y a Chunta Aragonesista en Zaragoza.
77. ↑  Coalición integrada por Poble Lliure, Endavant y Arran.
78. ↑  Coalición integrada por Coalición Canaria y Nueva Canarias
79. ↑  Agrupación de electores.

## Composición en la XV legislatura
La XV legislatura de España comenzó el 17 de agosto de 2023, cuando se constituyeron las Cortes Generales, una vez celebradas las elecciones generales a Cortes.
El 10 de noviembre de 2019 se celebraron elecciones generales anticipadas tras 7 meses desde las últimas generales. En la izquierda estatal, la suma del PSOE (120) y Unidas Podemos y confluencias (35) retrocedió 10 escaños, tras la pérdida de 3 escaños socialistas y 7 de los morados, dificultando la alianza. Por su parte, los resultados de Más País fueron mucho más modestos de los esperados, ya que únicamente consiguió dos diputados por Madrid (Íñigo Errejón y Marta Higueras), mientras que su alianza valenciana, Més Compromís, tuvo el mismo resultado que Compromís en solitario el 28A, resultando en un escaño para Joan Baldoví.
Por la derecha estatal, tras su peor resultado electoral en las elecciones anteriores de abril de 2019, el Partido Popular recuperó alrededor de un tercio de los escaños del Congreso que perdió y casi la mitad de los mismos escaños perdidos del Senado. Sin embargo, a pesar de subir de 66 a 89 escaños, el resultado fue el segundo más exiguo de la historia del PP. Por su parte, Ciudadanos experimentó una caída espectacular de apoyos, al perder 2,5 millones de votos, 47 escaños (de 57 a 10) en el Congreso y todos sus senadores electos. El partido que más subió, como la tercera fuerza política del país, fue el partido de extrema derecha Vox, que aumentó casi en un millón de votos, multiplicó sus escaños en el Congreso más del doble (de 24 a 52).
Respecto a los grupos regionalistas periféricos, la gran sorpresa fue la entrada por primera vez de la agrupación de electores Teruel Existe con un diputado, la primera entrada de la CUP-PR con dos diputados y la vuelta del BNG al Congreso con otro diputado, que no tenía representación desde las elecciones generales de 2011. En Cataluña, los partidos independentistas consiguieron un escaño más que en abril. La coalición de izquierdas ERC-Sobiranistes volvió a ganar, pero con un margen bastante más estrecho que en abril, ya que perdió casi 150 000 votos y bajó dos escaños, pasando de 15 a 13. Por primera vez, la CUP-PR, partido de izquierda radical, se presentó a unas elecciones generales y consiguió los dos escaños que perdió ERC-S y, por su lado, JxCAT aumentó sus apoyos al sumar casi 30 000 votos a sus resultados de abril y un diputado más (de 7 a 8 escaños).
En el País Vasco, EAJ-PNV, a pesar de perder 17 000 votos, aumentó su porcentaje y ganó un escaño respecto a abril en los resultados provisionales. Sin embargo, tras el voto CERA, el nuevo escaño del PNV saltó al PP y se quedó con los 6 diputados anteriores. El partido independentista de la izquierda abertzale, EH Bildu, ganó poco menos de 8000 votos y se colocó en tercera posición, detrás del PNV y PSE-EE, pasando de 4 a 5 diputados(diputados del País Vasco y de Navarra) y logrando grupo parlamentario propio por primera vez. En Navarra, hubo cambios respecto a las anteriores elecciones. La coalición de derechas Navarra Suma volvió a ganar, consiguiendo 2 diputados pero perdiendo casi 9000 votos. El PSN retrocedió un escaño, quedándose con uno, que fue en favor de EH Bildu, que consiguió el primer escaño de su historia en territorio navarro.
Por su parte, los regionalistas cántabros, PRC, revalidaron su escaño de abril y los nacionalistas canarios, CC-PNC-NCa, reafirmaron sus dos diputados. Sin embargo, en las elecciones de abril las dos diputadas eran de CC, al presentarse sin NCa, y en estas elecciones, tras la alianza con NCa, repitió la veterana diputada de CC, Ana Oramas, y un diputado de NCa, con la vuelta de Pedro Quevedo.

#### Mesa del Congreso de los Diputados
| Cargo                  | Titular                                   | Lista |
| ---------------------- | ----------------------------------------- | ----- |
| Presidenta             | Francesca Lluc Armengol Socias            | PSOE  |
| Vicepresidente primero | Alfonso Rodríguez Gómez de Celis          | PSOE  |
| Vicepresidente segundo | José Antonio Bermúdez de Castro Fernández | PP    |
| Vicepresidenta tercera | Esther Gil de Reboleño Lastortres         | Sumar |
| Vicepresidenta cuarta  | Marta González Vázquez                    | PP    |
| Secretario primero     | Gerardo Pisarello Prados                  | Sumar |
| Secretaria segunda     | Isaura Leal Fernández                     | PSOE  |
| Secretario tercero     | Guillermo Mariscal Anaya                  | PP    |
| Secretaria cuarta      | María del Carmen Navarro Lacoba           | PP    |

#### Junta de Portavoces
| Presidencia                              | Presidencia                                         | Presidencia                               | Presidencia |
| Cargo                                    | Cargo                                               | Titular                                   | Lista       |
| ---------------------------------------- | --------------------------------------------------- | ----------------------------------------- | ----------- |
|                                          | Presidenta del Congreso de los Diputados            | Francesca Lluc Armengol Socias            | PSOE        |
|                                          | Vicepresidente Primero                              | Alfonso Rodríguez Gómez de Celis          | PSOE        |
|                                          | Vicepresidente Segundo                              | José Antonio Bermúdez de Castro Fernández | PP          |
|                                          | Vicepresidenta Tercera                              | Esther Gil de Reboleño Lastortres         | Sumar       |
|                                          | Vicepresidenta Cuarta                               | Marta González Vázquez                    | PP          |
|                                          | Secretario primero                                  | Gerardo Pisarello Prados                  | Sumar       |
|                                          | Secretaria segunda                                  | Isaura Leal Fernández                     | PSOE        |
|                                          | Secretario tercero                                  | Guillermo Mariscal Anaya                  | PP          |
|                                          | Secretaria cuarta                                   | María del Carmen Navarro Lacoba           | PP          |
| Portavoces titulares                     |                                                     |                                           |             |
|                                          | Portavoz del GP Popular en el Congreso              | Miguel Ángel Tellado Filgueira            | PP          |
|                                          | Portavoz del GP Socialista                          | Francisco Javier López Álvarez            | PSOE        |
|                                          | Portavoz del GP VOX                                 | María José Rodríguez de Millán Parro      | Vox         |
|                                          | Portavoz del GP Plurinacional SUMAR                 | Verónica Martínez Barbero                 | Sumar       |
|                                          | Portavoz del GP Republicano                         | Juan Gabriel Rufián Romero                | ERC         |
|                                          | Portavoz del GP Junts per Catalunya                 | Míriam Nogueras i Camero                  | JxCat       |
|                                          | Portavoz del GP Euskal Herria Bildu                 | Mertxe Aizpurua Arzallus                  | EH Bildu    |
|                                          | Portavoz del GP Vasco (EAJ-PNV)                     | María Isabel Vaquero Montero              | EAJ-PNV     |
|                                          | Portavoz del GP Mixto                               | Ione Belarra Urteaga                      | Podemos     |
| Portavoces adjuntos                      |                                                     |                                           |             |
|                                          | Portavoces adjuntos del GP Popular en el Congreso   | Macarena Montesinos de Miguel             | PP          |
| Mirian Guardiola Salmerón                | Portavoces adjuntos del GP Popular en el Congreso   |                                           | PP          |
| Álvaro Pérez López                       | Portavoces adjuntos del GP Popular en el Congreso   |                                           | PP          |
| Jaime Eduardo de Olano Vela              | Portavoces adjuntos del GP Popular en el Congreso   |                                           | PP          |
| Cayetana Álvarez de Toledo Peralta-Ramos | Portavoces adjuntos del GP Popular en el Congreso   |                                           | PP          |
|                                          | Portavoces adjuntos del GP Socialista               | Javier Alfonso Cendón                     | PSOE        |
| Patricia Blanquer Alcaraz                | Portavoces adjuntos del GP Socialista               |                                           | PSOE        |
| Montserrat Mínguez García                | Portavoces adjuntos del GP Socialista               |                                           | PSOE        |
| Begoña Nasarre Oliva                     | Portavoces adjuntos del GP Socialista               |                                           | PSOE        |
| María Isabel García López                | Portavoces adjuntos del GP Socialista               |                                           | PSOE        |
|                                          | Portavoces adjuntos del GP VOX                      | José María Figaredo Álvarez-Sala          | Vox         |
| María de la Cabeza Ruiz Solás            | Portavoces adjuntos del GP VOX                      |                                           | Vox         |
| Francisco Javier Ortega Smith-Molina     | Portavoces adjuntos del GP VOX                      |                                           | Vox         |
|                                          | Portavoces adjuntos del GP Plurinacional SUMAR      | Aina Vidal Sáez                           | CatComú     |
| Àgueda Micó Micó                         | Portavoces adjuntos del GP Plurinacional SUMAR      | Més-Compromís                             |             |
| Vicenç Vidal Matas                       | Portavoces adjuntos del GP Plurinacional SUMAR      | Més                                       |             |
|                                          | Portavoces adjuntas del GP Republicano              | Teresa Jordà i Roura                      | ERC         |
| Jordi Salvador i Duch                    | Portavoces adjuntas del GP Republicano              |                                           | ERC         |
|                                          | Portavoces adjuntos del GP Junts per Catalunya      | Josep Maria Cruset Domènech               | JxCat       |
| Pilar Calvo Gómez                        | Portavoces adjuntos del GP Junts per Catalunya      |                                           | JxCat       |
|                                          | Portavoces adjuntos del GP Euskal Herria Bildu      | Oskar Matute García de Jalón              | EH Bildu    |
| Isabel Pozueta Fernández                 | Portavoces adjuntos del GP Euskal Herria Bildu      |                                           | EH Bildu    |
|                                          | Portavoces adjuntos del GP Vasco (EAJ-PNV)          | Mikel Legarda Uriarte                     | EAJ-PNV     |
| Idoia Sagastizabal Unzetabarrenetxea     | Portavoces adjuntos del GP Vasco (EAJ-PNV)          |                                           | EAJ-PNV     |
|                                          | Portavoces adjuntos del GP Mixto                    | Néstor Rego Candamil                      | BNG         |
| Cristina Valido García                   | Portavoces adjuntos del GP Mixto                    | CCa                                       |             |
| Alberto Catalán Higueras                 | Portavoces adjuntos del GP Mixto                    | UPN                                       |             |
| Portavoces sustitutos                    |                                                     |                                           |             |
|                                          | Portavoces sustitutos del GP Popular en el Congreso | Bella Verano Domínguez                    | PP          |
| José Vicente Marí Bosó                   | Portavoces sustitutos del GP Popular en el Congreso |                                           | PP          |
| Sergio Sayas López                       | Portavoces sustitutos del GP Popular en el Congreso |                                           | PP          |
| Pedro Muñoz Abrines                      | Portavoces sustitutos del GP Popular en el Congreso |                                           | PP          |
| Rafael Antonio Hernando Fraile           | Portavoces sustitutos del GP Popular en el Congreso |                                           | PP          |
| Patricia Rodríguez Calleja               | Portavoces sustitutos del GP Popular en el Congreso |                                           | PP          |
|                                          | Portavoces sustitutos del GP Socialista             | Santos Cerdán León                        | PSOE        |
|                                          | Portavoces sustitutos del GP Plurinacional SUMAR    | José María Guijarro García                | Sumar       |
| Enrique Fernando Santiago Romero         | Portavoces sustitutos del GP Plurinacional SUMAR    | IU                                        |             |
| Fuente: Congreso de los Diputados        |                                                     |                                           |             |

#### Diputación Permanente
La Diputación Permanente, regulada en el Art. 57 del Reglamento del Congreso, se encarga de velar por los poderes de la Cámara cuando esta no esté reunida. Es convocada por la presidenta, a iniciativa propia o de dos grupos parlamentarios o una quinta parte de sus miembros. Fuera de los periodos ordinarios de sesiones que establece la Constitución, la Diputación Permanente puede acordar la convocatoria de sesiones extraordinarias del Pleno o de las Comisiones. 
En los casos de disolución o expiración del mandato de las Cámaras, este órgano asume las facultades del Pleno para la convalidación o derogación de reales decretos leyes; y ejerce las competencias que la Constitución otorga al Congreso de los Diputados respecto de los estados de alarma, excepción y sitio.
La composición de este órgano fue acordada por la Mesa de la Cámara, decidiéndose, previa audiencia de la Junta de Portavoces y de conformidad con el Art. 56 del Reglamento, que esté integrada por 70 miembros con la siguiente distribución:
- Presidenta, Vicepresidentes Primero y Segundo y Secretarios Primero y Segundo del Congreso de los Diputados
- Grupo Parlamentario Popular: 25 miembros
- Grupo Parlamentario Socialista: 23 miembros
- Grupo Parlamentario Vox: 6 miembros
- Grupo Parlamentario Plurinacional SUMAR: 5 miembros
- Grupo Parlamentario Republicano: 1 miembro
- Grupo Parlamentario Junts per Catalunya: 1 miembro
- Grupo Parlamentario Vasco (EAJ-PNV): 1 miembro
- Grupo Parlamentario EH Bildu: 1 miembro
- Grupo Parlamentario Mixto: 1 miembro

| Mesa de la Diputación Permanente      | Mesa de la Diputación Permanente                  | Mesa de la Diputación Permanente          | Mesa de la Diputación Permanente |
| Cargo                                 | Cargo                                             | Titular                                   | Lista                            |
| ------------------------------------- | ------------------------------------------------- | ----------------------------------------- | -------------------------------- |
|                                       | Presidenta del Congreso                           | Francesca Lluc Armengol Socias            | PSOE                             |
|                                       | Vicepresidente primero                            | Alfonso Rodríguez Gómez de Celis          | PSOE                             |
|                                       | Vicepresidente segundo                            | José Antonio Bermúdez de Castro Fernández | PP                               |
|                                       | Secretaria primera                                | Esther Gil de Reboleño Lastortres         | Sumar                            |
|                                       | Secretaria segunda                                | Marta González Vázquez                    | PP                               |
| Vocales                               |                                                   |                                           |                                  |
| Grupo Parlamentario                   | Grupo Parlamentario                               | Titular                                   | Lista                            |
|                                       | GP Popular 27 miembros (25 + 2 en Mesa)           | Sofía Acedo Reyes                         | PP                               |
| Ana Isabel Alós López                 | GP Popular 27 miembros (25 + 2 en Mesa)           |                                           | PP                               |
| Elías Bendodo Benasayag               | GP Popular 27 miembros (25 + 2 en Mesa)           |                                           | PP                               |
| Isabel María Borrego Cortés           | GP Popular 27 miembros (25 + 2 en Mesa)           |                                           | PP                               |
| Juan Bravo Baena                      | GP Popular 27 miembros (25 + 2 en Mesa)           |                                           | PP                               |
| Eduardo Carazo Hermoso                | GP Popular 27 miembros (25 + 2 en Mesa)           |                                           | PP                               |
| Jaime Miguel de los Santos González   | GP Popular 27 miembros (25 + 2 en Mesa)           |                                           | PP                               |
| María del Carmen Fúnez de Gregorio    | GP Popular 27 miembros (25 + 2 en Mesa)           |                                           | PP                               |
| María Concepción Gamarra Ruiz-Clavijo | GP Popular 27 miembros (25 + 2 en Mesa)           |                                           | PP                               |
| Pablo Hispán Iglesias de Ussel        | GP Popular 27 miembros (25 + 2 en Mesa)           |                                           | PP                               |
| José Vicente Marí Bosó                | GP Popular 27 miembros (25 + 2 en Mesa)           |                                           | PP                               |
| Guillermo Mariscal Anaya              | GP Popular 27 miembros (25 + 2 en Mesa)           |                                           | PP                               |
| María Sandra Moneo Díez               | GP Popular 27 miembros (25 + 2 en Mesa)           |                                           | PP                               |
| Macarena Montesinos de Miguel         | GP Popular 27 miembros (25 + 2 en Mesa)           |                                           | PP                               |
| María Jesús Moro Almaraz              | GP Popular 27 miembros (25 + 2 en Mesa)           |                                           | PP                               |
| María del Carmen Navarro Lacoba       | GP Popular 27 miembros (25 + 2 en Mesa)           |                                           | PP                               |
| Alberto Núñez Feijóo                  | GP Popular 27 miembros (25 + 2 en Mesa)           |                                           | PP                               |
| Noelia Núñez González                 | GP Popular 27 miembros (25 + 2 en Mesa)           |                                           | PP                               |
| Jaime Eduardo de Olano Vela           | GP Popular 27 miembros (25 + 2 en Mesa)           |                                           | PP                               |
| Patricia Rodríguez Calleja            | GP Popular 27 miembros (25 + 2 en Mesa)           |                                           | PP                               |
| Carlos Rojas García                   | GP Popular 27 miembros (25 + 2 en Mesa)           |                                           | PP                               |
| Antonio Román Jasanada                | GP Popular 27 miembros (25 + 2 en Mesa)           |                                           | PP                               |
| Francisco de Borja Sémper Pascual     | GP Popular 27 miembros (25 + 2 en Mesa)           |                                           | PP                               |
| Miguel Ángel Tellado Filgueira        | GP Popular 27 miembros (25 + 2 en Mesa)           |                                           | PP                               |
| Ana Belén Vázquez Blanco              | GP Popular 27 miembros (25 + 2 en Mesa)           |                                           | PP                               |
|                                       | GP Socialista 25 miembros (23 + 2 en Mesa)        | Javier Alfonso Cendón                     | PSOE                             |
| Francisco Aranda Vargas               | GP Socialista 25 miembros (23 + 2 en Mesa)        |                                           | PSOE                             |
| Patricia Blanquer Alcaraz             | GP Socialista 25 miembros (23 + 2 en Mesa)        |                                           | PSOE                             |
| Pedro Casares Hontañón                | GP Socialista 25 miembros (23 + 2 en Mesa)        |                                           | PSOE                             |
| Santos Cerdán León                    | GP Socialista 25 miembros (23 + 2 en Mesa)        |                                           | PSOE                             |
| Rafaela Crespín Rubio                 | GP Socialista 25 miembros (23 + 2 en Mesa)        |                                           | PSOE                             |
| Luc Andre Diouf Dioh                  | GP Socialista 25 miembros (23 + 2 en Mesa)        |                                           | PSOE                             |
| Andrea Fernández Benéitez             | GP Socialista 25 miembros (23 + 2 en Mesa)        |                                           | PSOE                             |
| María Isabel García López             | GP Socialista 25 miembros (23 + 2 en Mesa)        |                                           | PSOE                             |
| Elisa Garrido Jiménez                 | GP Socialista 25 miembros (23 + 2 en Mesa)        |                                           | PSOE                             |
| Isaura Leal Fernández                 | GP Socialista 25 miembros (23 + 2 en Mesa)        |                                           | PSOE                             |
| Patxi López Álvarez                   | GP Socialista 25 miembros (23 + 2 en Mesa)        |                                           | PSOE                             |
| Francisco Lucas Ayala                 | GP Socialista 25 miembros (23 + 2 en Mesa)        |                                           | PSOE                             |
| María Luz Martínez Seijo              | GP Socialista 25 miembros (23 + 2 en Mesa)        |                                           | PSOE                             |
| Montserrat Mínguez García             | GP Socialista 25 miembros (23 + 2 en Mesa)        |                                           | PSOE                             |
| María Jesús Montero Cuadrado          | GP Socialista 25 miembros (23 + 2 en Mesa)        |                                           | PSOE                             |
| María Cristina Narbona Ruiz           | GP Socialista 25 miembros (23 + 2 en Mesa)        |                                           | PSOE                             |
| Begoña Nasarre Oliva                  | GP Socialista 25 miembros (23 + 2 en Mesa)        |                                           | PSOE                             |
| Esther Peña Camarero                  | GP Socialista 25 miembros (23 + 2 en Mesa)        |                                           | PSOE                             |
| Juan Francisco Serrano Martínez       | GP Socialista 25 miembros (23 + 2 en Mesa)        |                                           | PSOE                             |
| Rafael Simancas Simancas              | GP Socialista 25 miembros (23 + 2 en Mesa)        |                                           | PSOE                             |
| Obdulia Taboadela Álvarez             | GP Socialista 25 miembros (23 + 2 en Mesa)        |                                           | PSOE                             |
| José Zaragoza Alonso                  | GP Socialista 25 miembros (23 + 2 en Mesa)        |                                           | PSOE                             |
|                                       | GP Vox 6 miembros                                 | Santiago Abascal Conde                    | Vox                              |
| José María Figaredo Álvarez-Sala      | GP Vox 6 miembros                                 |                                           | Vox                              |
| Ignacio Gil Lázaro                    | GP Vox 6 miembros                                 |                                           | Vox                              |
| Francisco Javier Ortega Smith-Molina  | GP Vox 6 miembros                                 |                                           | Vox                              |
| María José Rodríguez de Millán Parro  | GP Vox 6 miembros                                 |                                           | Vox                              |
| María de los Reyes Romero Vilches     | GP Vox 6 miembros                                 |                                           | Vox                              |
|                                       | GP Plurinacional SUMAR 6 miembros (5 + 1 en Mesa) | Aina Vidal Sáez                           | CatComú                          |
| Verónica Martínez Barbero             | GP Plurinacional SUMAR 6 miembros (5 + 1 en Mesa) | Sumar                                     |                                  |
| Àgueda Micó Micó                      | GP Plurinacional SUMAR 6 miembros (5 + 1 en Mesa) | Més-Compromís                             |                                  |
| Enrique Fernando Santiago Romero      | GP Plurinacional SUMAR 6 miembros (5 + 1 en Mesa) | IU                                        |                                  |
| Lander Martínez Hierro                | GP Plurinacional SUMAR 6 miembros (5 + 1 en Mesa) | Sumar                                     |                                  |
|                                       | GP Republicano 1 miembros                         | Juan Gabriel Rufián Romero                | ERC                              |
|                                       | GP Junts per Catalunya 1 miembros                 | Míriam Nogueras i Camero                  | JxCat                            |
|                                       | GP Vasco (EAJ-PNV) 1 miembro                      | María Isabel Vaquero Montero              | EAJ-PNV                          |
|                                       | GP EH Bildu 1 miembro                             | Mertxe Aizpurua Arzallus                  | EH Bildu                         |
|                                       | GP Mixto 1 miembros                               | Ione Belarra Urteaga                      | Podemos                          |
| Fuente: Congreso de los Diputados     |                                                   |                                           |                                  |

### Grupos parlamentarios
De acuerdo con el Reglamento, las diferentes formaciones políticas que han obtenido representación tienen cinco días para solicitar la constitución de un grupo parlamentario propio. Tras la disolución del Congreso, el Grupo Parlamentario queda reducido a aquellos Diputados que son miembros titulares y suplentes de la Diputación Permanente.
| Grupo Parlamentario | Grupo Parlamentario    | Componentes | Portavoz          | Líder                                                                                 | Escaños |
| ------------------- | ---------------------- | --- | ----------------- | ------------------------------------------------------------------------------------- | ------- |
|                     | Popular en el Congreso | PP | Ester Muñoz       | Alberto Núñez Feijóo                                                                  | 137     |
|                     | Socialista             | PSOE: 101 PSC: 19 | Patxi López       | Pedro Sánchez                                                                         | 120     |
|                     | VOX                    | Vox | Pepa Millán       | Santiago Abascal                                                                      | 33      |
|                     | Plurinacional SUMAR    | Movimiento Sumar: 10 Catalunya en Comú: 6 Izquierda Unida: 5 Iniciativa del Poble Valencià: 1 Más País: 2 Més per Mallorca: 1 Chunta Aragonesista: 1 | Verónica Martínez | Yolanda Díaz                                                                          | 26      |
|                     | Republicano            | ERC | Gabriel Rufián    | Gabriel Rufián                                                                        | 7       |
|                     | Junts per Catalunya    | JxCat | Míriam Nogueras   | Míriam Nogueras                                                                       | 7       |
|                     | Euskal Herria Bildu    | EH Bildu | Mertxe Aizpurua   | Mertxe Aizpurua                                                                       | 6       |
|                     | Vasco (EAJ-PNV)        | EAJ-PNV | Maribel Vaquero   | Maribel Vaquero                                                                       | 5       |
|                     | Mixto                  | Podemos: 4 BNG: 1 CCa: 1 UPN: 1 Independiente: 1 Més-Compromís: 1                                                                                    | Ione Belarra      | Ione Belarra Néstor Rego Cristina Valido Alberto Catalán José Luis Ábalos Àgueda Micó | 9       |

## Comisiones

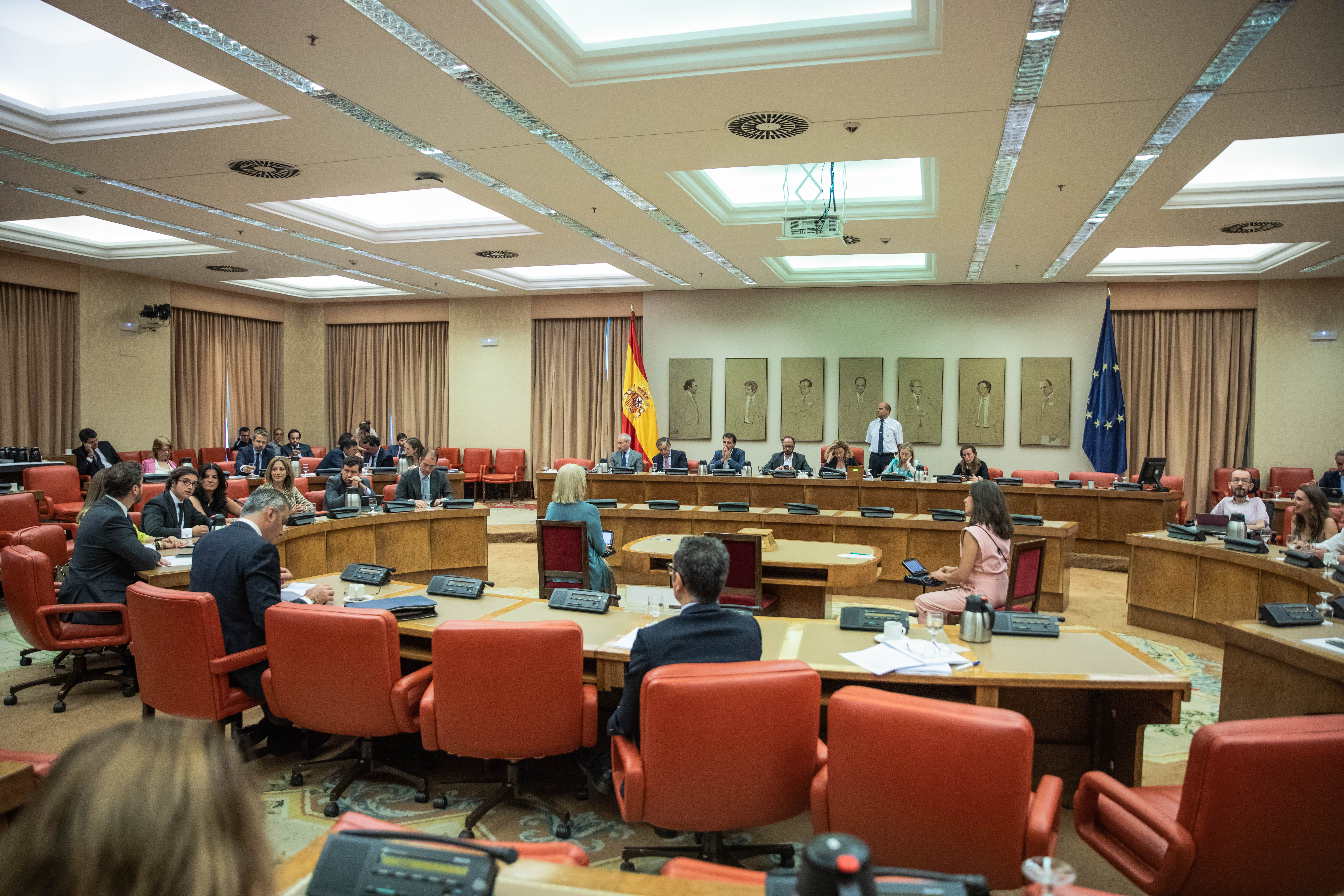
Sala Constitucional, donde se reúnen algunas comisiones, entre ellas, la Constitucional

Las Comisiones son órganos de trabajo con una participación esencial en los procedimientos legislativos, con el estudio, enmienda y aprobación de proyectos y proposición de ley. También ejerce la función de orientación política, ya que tramita proposiciones no de ley y de control parlamentario, con la petición de información y comparecencia a miembros del Gobierno y de la Administración. Están compuestas por un número proporcional de diputados, en función de la importancia numérica de los diversos grupos parlamentarios en la cámara. Las comisiones se clasifican en permanentes y no permanentes, legislativas y no legislativas.
Las Comisiones permanentes legislativas estudian y tramitan los proyectos y proposiciones de ley que les encomiende la Mesa del Congreso, de acuerdo con su respectiva competencia. En el seno de la comisión, se crea un grupo reducido de diputados, la ponencia, que se encarga de revisar en primera lectura las iniciativas legislativas y, a la vista del texto y de las enmiendas al articulado, elabora un informe que se eleva a la comisión. En Comisión se debaten y votan el texto legislativo y las enmiendas y se aprueba un dictamen. Por regla general, el texto aprobado en Comisión, cuando no se trata de proyecto o proposición de ley orgánica ni se ha decidido expresamente que vaya a Pleno, continúa su tramitación en el Senado.
Las comisiones pueden pedir documentación o acordar la comparecencia de personas de la Administración, de expertos o de representantes de colectivos afectados o implicados en la materia sobre la que estén legislando para escuchar sus propuestas. Asimismo, deberán concluir la tramitación de cualquier asunto en un plazo máximo de dos meses. Constituyen una excepción aquellos casos en que la Constitución o este Reglamento impongan un plazo distinto y aquellos supuestos en los que la Mesa de la Cámara acuerde ampliarlo o reducirlo, atendidas las circunstancias excepcionales que puedan concurrir. 
Por lo que respecta a las funciones de control, las comisiones, por conducto de la presidenta del Congreso, podrán recabar la información y la documentación que precisen del Gobierno y de las Administraciones Públicas. De igual forma, pueden solicitar la presencia ante ellas de los miembros del Gobierno para que informen sobre asuntos relacionados con sus respectivos departamentos.
El Pleno del Congreso puede conferirles competencia legislativa plena en relación con un asunto, con lo que pueden aprobar o rechazar definitivamente el proyecto o proposición de ley en cuestión. El Reglamento del Congreso establece 17 Comisiones permanentes legislativas.
Las Comisiones permanentes no legislativas tienen funciones no relacionadas con la producción legislativa, son creadas con un propósito específico y su temática y duración están fijadas de antemano por el Pleno del Congreso. El Reglamento del Congreso establece 3 Comisiones permanentes no legislativas y permite que el Pleno cree otras al inicio de cada legislatura.

## Presidencia del Congreso de los Diputados

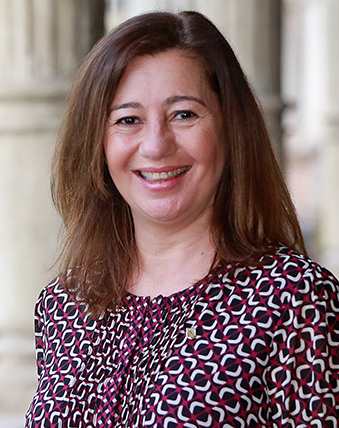
Francina Armengol, actual presidenta del Congreso de los Diputados

De acuerdo con el Reglamento del Congreso de los Diputados, el presidente o la presidenta del Congreso representa a la Cámara, asegura el correcto desarrollo de los trabajos, dirige y mantiene el orden en los debates, y autoriza los pagos, aunque puede delegar algunas de estas funciones.
Es su responsabilidad cumplir y hacer cumplir el Reglamento, interpretándolo en casos de duda y llenando cualquier vacío en los casos de omisión. Si en el ejercicio de esta función supletoria planea emitir una resolución de carácter general, debe contar con la aprobación de la Mesa y de la Junta de Portavoces. Además, la presidencia realiza todas las demás funciones que le otorgan la Constitución, las leyes y el Reglamento.
El presidente se escoge en la sesión constitutiva de cada legislatura de entre los diferentes diputados electos. En esta, cada diputado escribe un solo nombre en la papeleta y es elegido el diputado que obtiene la mayoría absoluta de los votos de los miembros de la Cámara. Si nadie consigue esa mayoría en la primera votación, se realiza una nueva elección entre los dos candidatos con más votos, y es elegido el que obtiene más apoyos.
En la XV legislatura, la actual Presidenta del Congreso de los Diputados es Francina Armengol. Desde la promulgación de la Constitución en 1978 y la consecuente creación del parlamento, ha habido diferentes presidentes del Congreso de los Diputados, los cuales pueden verse a continuación: 
| Legislatura      | Presidente/a | Presidente/a                              | Partido | Inicio de mandato       | Fin de mandato          | Circunscripción |
| ---------------- | ------------ | ----------------------------------------- | ------- | ----------------------- | ----------------------- | --------------- |
| Constituyente    |              | Fernando Álvarez de Miranda y Torres      | UCD     | 13 de julio de 1977     | 22 de marzo de 1979     | Palencia        |
| I legislatura    |              | Landelino Lavilla Alsina                  | UCD     | 23 de marzo de 1979     | 17 de noviembre de 1982 | Jaén            |
| II legislatura   |              | Gregorio Peces-Barba Martínez             | PSOE    | 18 de noviembre de 1982 | 14 de julio de 1986     | Valladolid      |
| III legislatura  |              | Félix Pons Irazazábal                     | PSOE    | 15 de julio de 1986     | 26 de marzo de 1996     | Baleares        |
| IV legislatura   |              | Félix Pons Irazazábal                     | PSOE    | 15 de julio de 1986     | 26 de marzo de 1996     | Baleares        |
| V legislatura    |              | Félix Pons Irazazábal                     | PSOE    | 15 de julio de 1986     | 26 de marzo de 1996     | Baleares        |
| VI legislatura   |              | Federico Trillo-Figueroa y Martínez-Conde | PP      | 27 de marzo de 1996     | 4 de abril de 2000      | Alicante        |
| VII legislatura  |              | Luisa Fernanda Rudi Úbeda                 | PP      | 5 de abril de 2000      | 1 de abril de 2004      | Zaragoza        |
| VIII legislatura |              | Manuel Marín González                     | PSOE    | 2 de abril de 2004      | 31 de marzo de 2008     | Ciudad Real     |
| IX legislatura   |              | José Bono Martínez                        | PSOE    | 1 de abril de 2008      | 12 de diciembre de 2011 | Toledo          |
| X legislatura    |              | Jesús María Posada Moreno                 | PP      | 13 de diciembre de 2011 | 12 de enero de 2016     | Soria           |
| XI legislatura   |              | Patxi López Álvarez                       | PSOE    | 13 de enero de 2016     | 18 de julio de 2016     | Vizcaya         |
| XII legislatura  |              | Ana María Pastor Julián                   | PP      | 19 de julio de 2016     | 20 de mayo de 2019      | Pontevedra      |
| XIII legislatura |              | Meritxell Batet Lamaña                    | PSC     | 21 de mayo de 2019      | 17 de agosto de 2023    | Barcelona       |
| XIV legislatura  |              | Meritxell Batet Lamaña                    | PSC     | 21 de mayo de 2019      | 17 de agosto de 2023    | Barcelona       |
| XV legislatura   |              | Francesca Lluc Armengol Socias            | PSOE    | 17 de agosto de 2023    | En el cargo             | Baleares        |

## Sueldos y gastos
En 2016, el sueldo base de los 350 diputados es de 39 394,18 euros brutos al año. A esta base se añaden una serie de indemnizaciones y complementos adicionales. Los presidentes de comisiones parlamentarias obtienen 20 034 euros extras al año. Si un diputado preside más de una comisión, la compensación es solo una. Los portavoces titulares de grupos parlamentarios obtienen 37 338 euros más al año, y los portavoces adjuntos 29 218 euros más. Además, los miembros de la Mesa del Congreso reciben beneficios extras en función de su cargo: el presidente del Congreso recibe 127 673 euros más al año, los vicepresidentes 40 992 euros más, y los secretarios 34 160 euros más. Existen también unas indemnizaciones por desplazamientos que cobran todos los diputados. Estas indemnizaciones por localización dependen de la circunscripción. Los diputados electos que son de fuera de Madrid cobran 25 534 euros más al año, y los de Madrid cobran 12 187 euros más al año.
Así, en 2015 el diputado mejor pagado fue Jesús Posada, con un sueldo de 192 623 euros al año, al combinar el sueldo base, la indemnización por localización, la presidencia de una comisión y la presidencia del Congreso. Por otra parte, los diputados con un sueldo más bajo recibieron 51 582 euros al año, al combinar el sueldo base y la indemnización por localización en Madrid.
El sueldo base y todas las compensaciones extraordinarias que reciben los diputados tributan a Hacienda, excepto las indemnizaciones por localización. Los diputados están obligados a presentar una declaración de bienes y rentas al comienzo de la legislatura. Sin embargo, esta declaración no es contrastada con los datos de otros organismos del Estado, como Hacienda, ni tiene valor documental a efectos legales.
Hasta 2011, los diputados podían optar al 80 % de la pensión de jubilación, habiendo servido durante siete años en el Congreso, y retirarse con la pensión máxima cotizando durante once años. Ese año se suprimieron esas peculiaridades y a partir de entonces los diputados tienen que cumplir los mismos requisitos que un trabajador normal. No obstante, los que eran beneficiarios de las mismas hasta ese momento siguieron recibiéndolas.
Finalmente, el Congreso de los Diputados destina anualmente casi 1,2 millones de euros a subvencionar que los precios del bar y del restaurante de la Cámara se sitúen por debajo del mercado.

## Reglamento sobre el uso de otras lenguas
El Reglamento del Congreso de los Diputados aprobado el 10 de febrero de 1982 sigue vigente desde su aprobación, habiendo sido objeto de quince reformas parciales. Respecto al idioma de expresión escrita y oral, dicho Reglamento no hace alusión a la lengua oficial (castellano) ni a las cooficiales (catalán, euskera, gallego), tanto para su uso como para su prohibición. Sin embargo, el artículo 3.1 de la Constitución española se ha interpretado tradicionalmente como una prohibición del uso de las lenguas cooficiales en el Congreso de los Diputados. Antes de la reforma del reglamento solamente se usaba el castellano dentro del hemiciclo y de su actividad parlamentaria, permitiendo únicamente el saludo y agradecimiento en lenguas cooficiales en el ejercicio de las intervenciones de los diputados.

Artículo 3

1. El castellano es la lengua española oficial del Estado. Todos los españoles tienen el deber de conocerla y el derecho a usarla.
2. Las demás lenguas españolas serán también oficiales en las respectivas Comunidades Autónomas de acuerdo con sus Estatutos.

3. La riqueza de las distintas modalidades lingüísticas de España es un patrimonio cultural que será objeto de especial respeto y protección
Constitución española

El uso exclusivo del castellano en el hemiciclo fue objeto de debate durante muchos años debido al reconocimiento de la cooficialidad de más lenguas en sus respectivas Comunidades Autónomas, del hecho de que la «riqueza de las distintas modalidades lingüísticas de España es un patrimonio cultural que será objeto de especial respeto y protección» y al preámbulo de la carta magna, donde se proclama la voluntad de proteger las lenguas de todos los españoles y pueblos de España. Esta disconformidad ha sido encabezada por múltiples formaciones políticas regionalistas, autonomistas o nacionalistas, principalmente de Cataluña, País Vasco, Navarra, Galicia y Comunidad Valenciana.
Esta situación de exclusividad del castellano, ha dado lugar a desavenencias entre diputados y el presidente del Congreso de los Diputados cuando dichos parlamentarios han desarrollado parte de sus intervenciones en lenguas cooficiales, a pesar del no consentimiento de su uso. En múltiples ocasiones han sido llamados al orden por ello, llegando a casos de expulsión de la tribuna y del turno de palabra.
Sin embargo, el 6 de septiembre de 2023, se registró una reforma parcial del Reglamento del Congreso de los Diputados, impulsada por los Grupos Parlamentarios Socialista (PSOE), Plurinacional Sumar, Euskal Herria Bildu (EH Bildu) Republicano (ERC), Vasco (EAJ-PNV) y Mixto (BNG), para posibilitar el uso de las lenguas cooficiales (catalán, euskera, gallego y valenciano). 
El 13 de septiembre, la Mesa del Congreso acordó tomar la propuesta de reforma en consideración para votación en pleno. Esta consistió en la creación del Art. 6.3 y modificación del art. 60 (ap. 1), art. 70 (ap. 2), art. 92 (ap.1), art. 96 y art. 97 (ap. 1) permitiendo así el uso de las lenguas cooficiales en los debates del pleno, de la Diputación Permanente y comisiones sin carácter secreto, en la presentación de escritos en el registro, en el Boletín Oficial de las Cortes Generales (BOCG) y en los diarios de sesiones.
La primera sesión plenaria en la que se pudo hacer uso de estas lenguas cooficiales fue la del 19 de septiembre de 2023, de la XV legislatura, tras aprobarse dicha reforma con 179 votos a favor (PSOE, Sumar, ERC, Junts, EH Bildu, PNV, BNG y CC) y 171 votos en contra (PP, Vox y UPN). Para ello, el Congreso de los Diputados puso a disposición servicios de traducción e interpretación simultánea para todas las lenguas, entregando sistemas con auriculares a todo el hemiciclo, al igual que se realiza en el Senado de España o en otras instituciones supranacionales, como el Parlamento Europeo.
Desde esta forma, los diputados ya pueden expresarse por escrito y oralmente en la lengua que deseen, pudiendo ser la oficial, cooficial o ambas.